# Хата
Ха́та — «загальнопоширена на території України та півдня Росії у місцях української етнічної території назва житлової споруди», загальна назва житла.

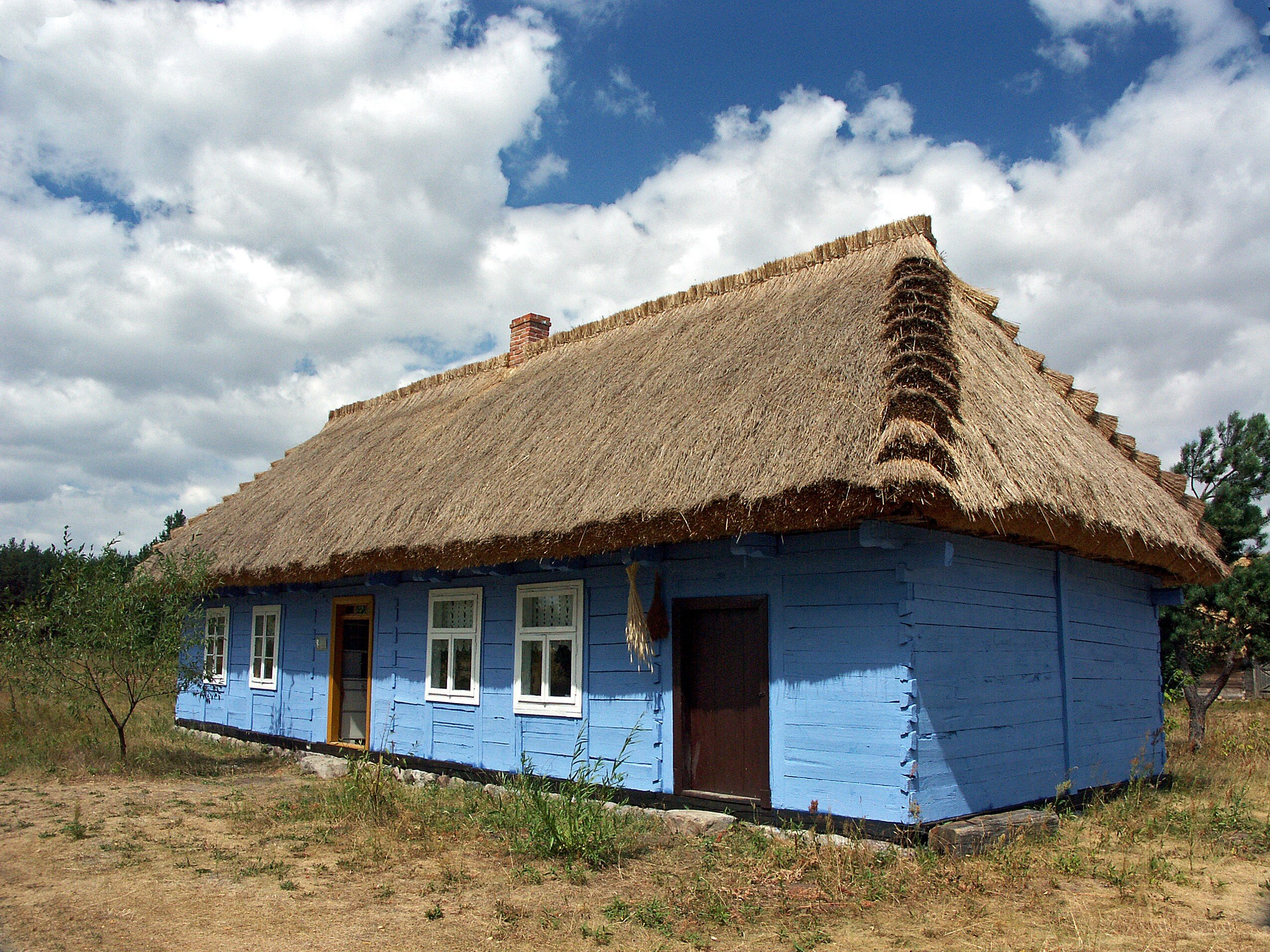
Хата в польському селі Маужиці (Лодзинське воєводство)

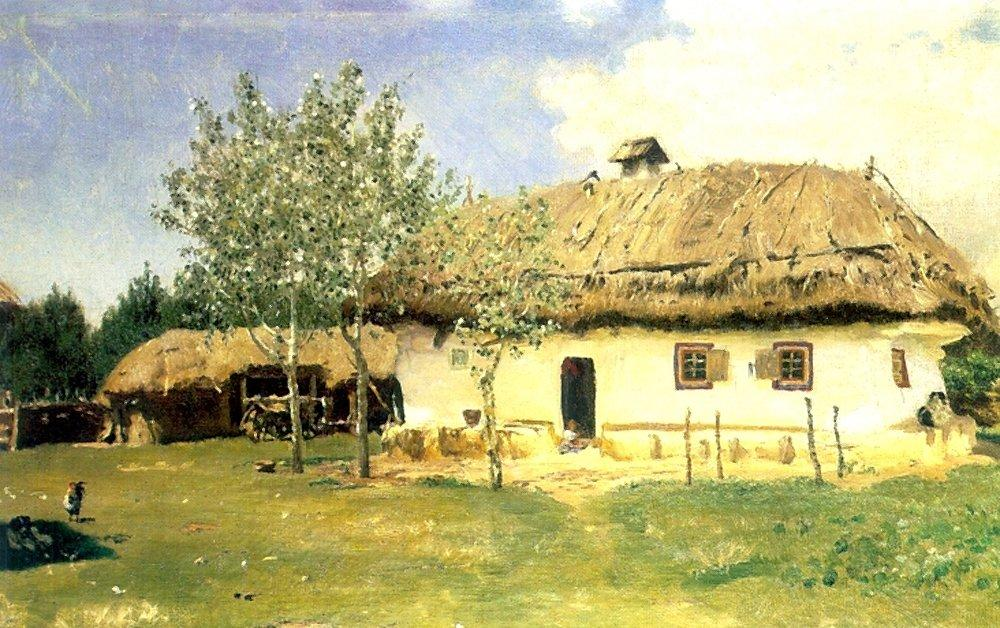
Рєпін І. Ю. «Українська хата», 1880 рік

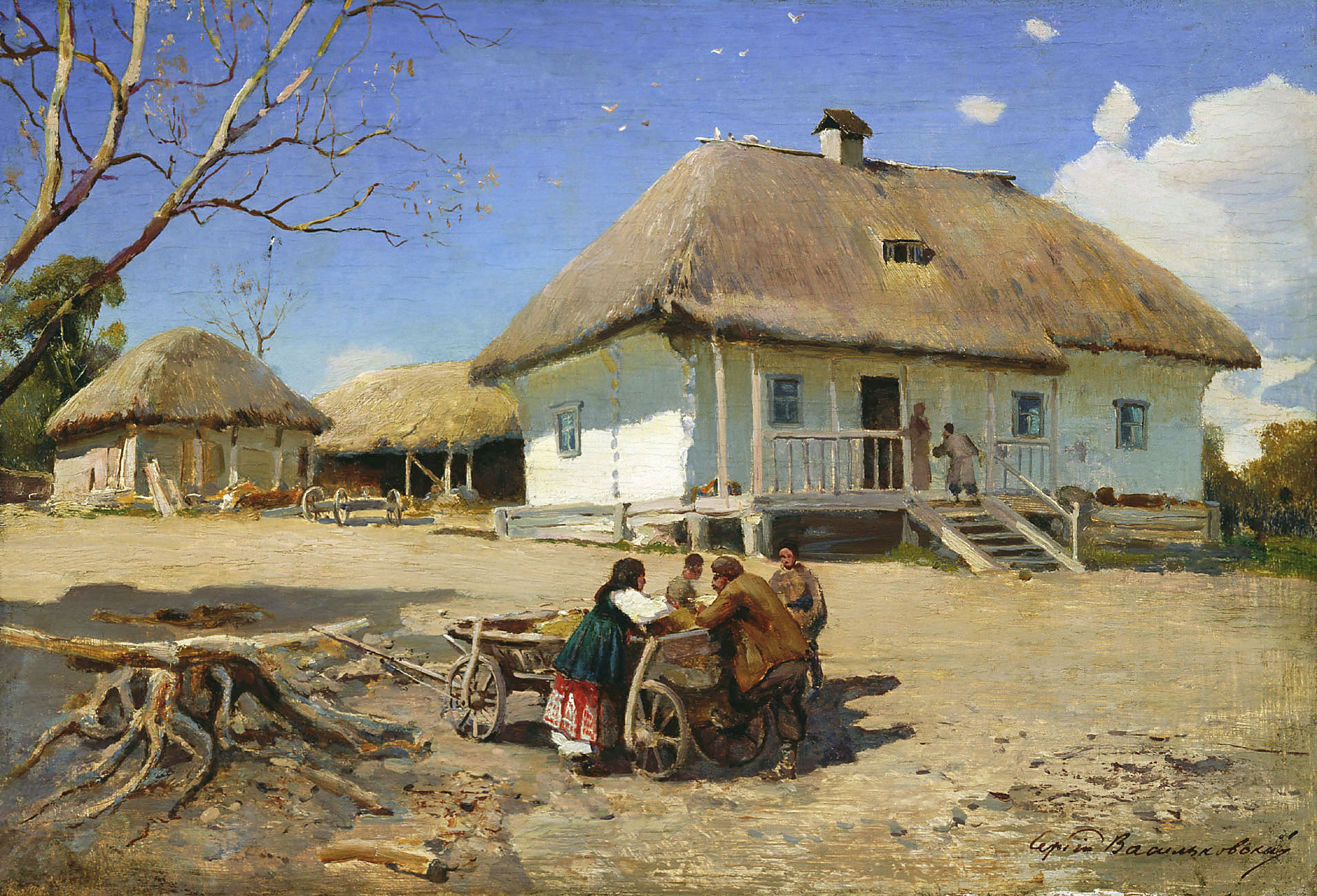
Васильківський С. І. «Козацький двір»

Термін існує в значеннях: «хата, дім», «(з каменю) кам'яниця; оселя, обійстя, розмовне чи нейтральне халупа, халабуда, хижа, хатина», одноповерховий інколи двоповерховий житловий будинок; «внутрішнє житлове приміщення такого будинку», «одноповерховий житловий будинок», окреме приміщення, кімната в сільському будинку, житлове приміщення квартири в багатоквартирному будинку. Спочатку, хата — приміщення для проживання людей, а потім і взагалі житло, дім, кімната.

— Що то? кузні? — пита Максим.
— Село, — одказав йому старший москаль, що вів їх.
— То це кузні у царині?
— Не, то — избы.
— Що то за ізби?
— Хаты, по-твоєму, хахол!
Максим зареготався.
Увійшли в село, або краще — в одну довжелезну вулицю, котра й була ціле село. Аж дивно! Одним одна вулиця, парканами одгороджена з одного й з другого боку; а на вулицю виглядали без вікон хати — чорні, як комори, закурені димом... Де-де забовваніли й люди — в личаках, у довгополих балахонах, з бородами...
— «Хіба ревуть воли, як ясла повні?».
Уривок з роману братів-письменників Панаса Мирного та Івана Білика (1875)</div style>

Українська хата це і оселя, садиба чи двір і є для українців етносимволом. Хатній — «кімнатний; домашній».

## Етимологіяназви

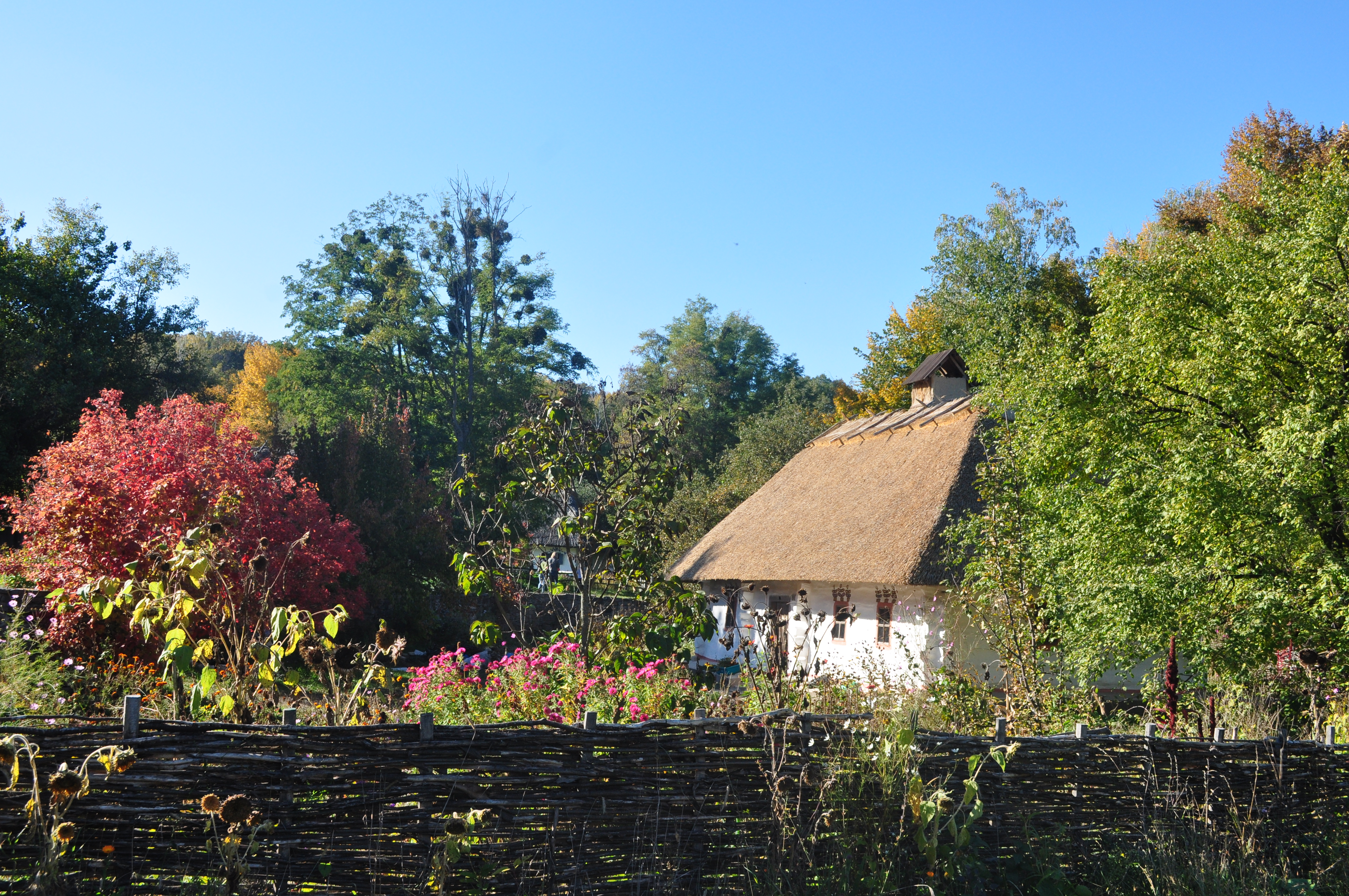
Хата з с. Луги Чечельницького району

У праслов'янській мові функціонувало кілька назв житла, які важко пов'язати з певним типом — землянкою чи напівземлянкою: індоєвропейське за походженням слово *domъ «дім»; також вживали германського походження *jьstъba «ізба; ярусне приміщення, яке опалюється»; *хуzъ, *хуžа «дім, хижа»; *xalupa «халупа» з праслов'янської *xal- «кущі біля води» + ира (порівняй salix «лоза»; порівняно з пол. chałра з *xal-р-а), тобто халупа реконструюється як «плетена з пруття хижина»; «плетена з гілля халупа, халабуда, курінь». *kǫtja «куча, дім», початково «кут на схилі горба або гори, прикритий листям і гіллям»; *jata «комора; охорона».
Халупа в лемківських говірках використовується в значенні «селянська нужденна хата», а в говорі бойків негативної конотації не має і вживається у значенні «хата», а в складі фразеологізмів — в значенні «родинне житло». У говорах Карпат халупа має значення «загальна назва житла», «кімната», «дім» і використовується без негативної конотації — як стилістично нейтральна загальна назва житла у північнозахідних бойківських та надсянських говірках, а в останніх позначає специфічний для цього регіону архітектурний тип будівлі, що об'єднує під одним дахом приміщення для людей з одного боку та для худоби з іншого: в частині для людей, а також і вся будівля, має назву халупа, а частина для худоби — стайня.
У говорах Карпат халупа має значення «загальна назва житла», «кімната», «дім» і уживається як стилістично нейтральна загальна назва житла у північнозахідних бойківських та надсянських говірках.
Лексема халупа у західнослов'янських мовах також не має негативної конотації. Для словаків Slovácká chalupa є таким самим етносимволом, як для українців українська хата. Польське chałupa «хата», «непоказна хата» має багато семантичних та словотвірних дериватів, з-поміж яких chałupnictwo «промиселкустарний», chałupnik «кустар», «безземельний селянин». У південнослов'янських мовах слово відсутнє, ареал лексеми вказує на її західно- та східнослов'янське поширення. Українське, білоруське та російське халупа, чеське, словацьке chalupa, chalpa, словацькі chalupa, chalup, польське, л. chałuра, chałра, chałuр, верхньолужицьке khalupa, нижньолужицьке chalupa, словенське halupa споріднені зі старопраслов'янським халуга «огорожа», халужина «довга хворостина»; (порівняй українські галузь, галузка «гілка»); українське халуга «водорість», білоруське халуга «курінь із пруття», старословянське халоуга, східнохорватське халуга «бур'ян, хащі, яр», словенське halọga «чагарник, водорість», старочеське chalužník «розбійник», церковнослов'янське халуга «тин, паркан» і «вулиця».
Поширений у бойків зімкнутий однорядовий двір має назву «хижа під одним побоєм», і представляє собою об'єднані під спільним дахом найчастіше хата, сіни, комору, стайню, стодола та деякі інші приміщення, що дозволяє господареві («газді») у непогоду виконувати роботи з догляду за худобою, практично не виходячи за межі «хижі»: із сіней можна потрапити до стодоли («боїща») чи стайні.
Найімовірніше лексема «хата» походить з іранських мов й означає житло, заглиблене в землю (землянкове, півземлянкове). Паралельно із цією назвою до 18 століття у писемних джерелах для позначення українського національного житла вживалися й інші: «ізба», «дом», «домок», «світлиця», «пекарня», «кухня».
За планувальною структурою житла Київської Русі поділяються на три основні групи: однокамерний зруб або кліть (основна житлова частина); двокамерний зруб, що складається з більшого, наближеного до квадрату приміщення з піччю, і меншого — сіней; трикамерний зруб, який складається з Ізби, сіней і кліті, що згодом отримала в Україні назву: «дві хати через сіни». Біля 1905 року, хати з круглих колод також були відомі як «віблі хати».

### Позиції в дослідженнях серед лінгвістів
Слово «хата» більшістю лінгвістів (Франц Міклошич, Ян Чекановський) вважається прадавнім запозиченням з древніх іранських мов, похідним від пізньоскіфсько-сарматського *xata, спорідненим з перс. kad («будинок») і авест. kata («кімната», «хижа», «погріб»). Менш переконливе виведення з угро-фінських мов: з давньоугорської форми сучасного угор. ház («дім»), що на думку німецького лінгвіста М. Фасмера, походить від авестійського kata, всупереч тому, що ймовірніша спорідненість ház з фін. kota. Інші вважають, що слово споріднене з нім. Hütte («курінь», «хижа») — цієї думки дотримувалися харківський вчений Г. П. Успенський та Д. М. Бантиш-Каменський, або навіть зі словом «кут». Академік А. Кримський і археолог В. В. Сєдов відстоювали думку про іранське походження слова.
О. Трубачов, коментуючи статтю у словнику М. Фасмера, трактує халупа як похідне від слов. *xal- із суф. -uр-а; порівнюючи польське chałра з *xal-р-а. Гриценко Павло Юхимович наводить подібні фонетичні варіанти в українських говірках: халупа, халупа, хάвпα, в халупі, в хавпі; ха'лупа > х'лупа. Праслов'янське *xal- «кущі біля води» зближується також із лат. salix «верба» (латиною salix), ірландським sail, двн. salaha «тс.»
Чеські етимологи наводять близьку за формою лексему halucha «водорість», яку вважають запозиченою від польського gałucha, gała так само. Сполучною ланкою може бути чеське haluzna, що визначається як «велика місткість» та «дім, сплетений з галуззя». Таким чином, слово долучається до групи номінативних моделей «матеріал» — «дім».

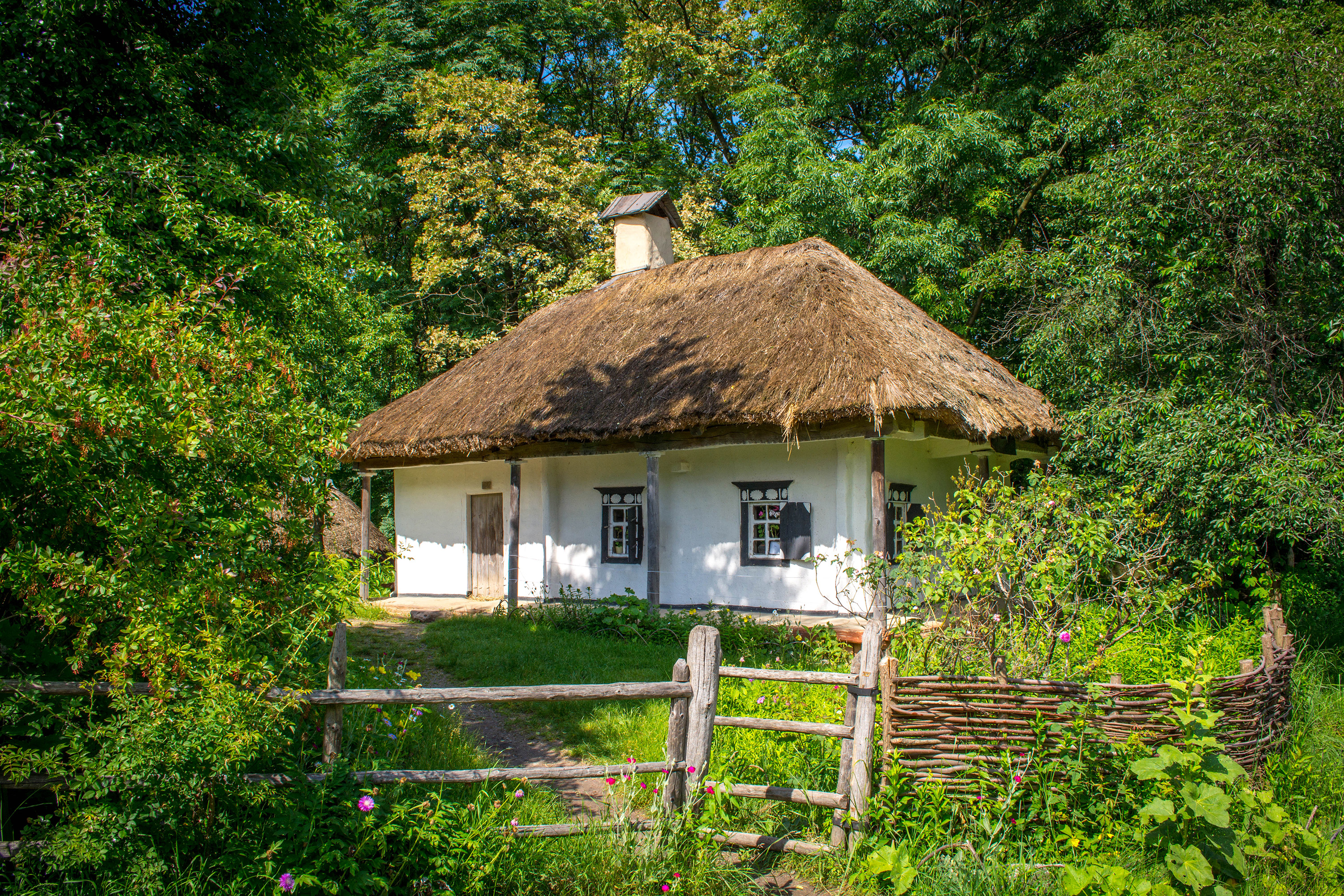
Хата з с.Червонопопівка Кремінського району Луганської області, Пирогів (Київ)

## Назва
Стрижневе слово (домінанта) «хата» є основою синонімічного ряду — групи слів, об'єднаних спільним значенням. Домінанта найчіткіше передає значення, властиве всім членам ряду, і позбавлене будь-яких емоційно-експресивних відтінків. Інші члени ряду називають те саме поняття без будь-яких відтінків і забарвлення або додають нові ознаки, які розширюють або звужують основний зміст поняття, або надають названому емоційно-експресивного забарвлення: хата, хатина, будинок, халупа, хижа, хороми. Синонімічний ряд об'єднує як загальновживані одиниці, так і ті, вживання яких пов'язане з певним стилем літературної мови або з однією з груп загальнонародної мови, може включати фразеологізми.
Хата — загальнопоширена на території України назва житлової споруди. Поряд із цією назвою, в розмовному, зневажливому значеннях, чи в нейтральному, без негативної конотації, мають вжиток назви: хижа, халупа, хатина, і ін.

### Назва в Росії і Білорусі
В українській мові хатами називають будівлі з різних матеріалів — рублені, мазані або глинобитні, а також цегляні та кам'яні. Залежно від матеріалу і способу побудови хати можуть вживатися уточнюючі назви: цегляна, кам'яна, мазанка, хворостянка, ліплянка, глинянка, саманка, колиба. Маленька (незакінчена) хатинка називалася бу́хня.
У той час як в українській і білоруській мові термін «хата» означає житловий сільський будинок взагалі, у російській мові «хатою» називають сільське житло в Україні, в Білорусі і на півдні Росії. У «Словарі Грінченка» відповідниками укр. хата подані рос. домъ, изба, хижина. В Росії — використовується слово «дєрєвня» (рос. деревня), попри те, що в російській мові існує термін «сільське господарство» (рос. сельское хозяйство), а «селяни» — російською «крєстьянє». В Царському Селі жили царі до кінця існування їх влади.
Хата — звичайне житло словаків, чехів, поляків, українців, білорусів, частково росіян (у південних районах) з піччю або цілою будівлею з входом і підсобним приміщенням.

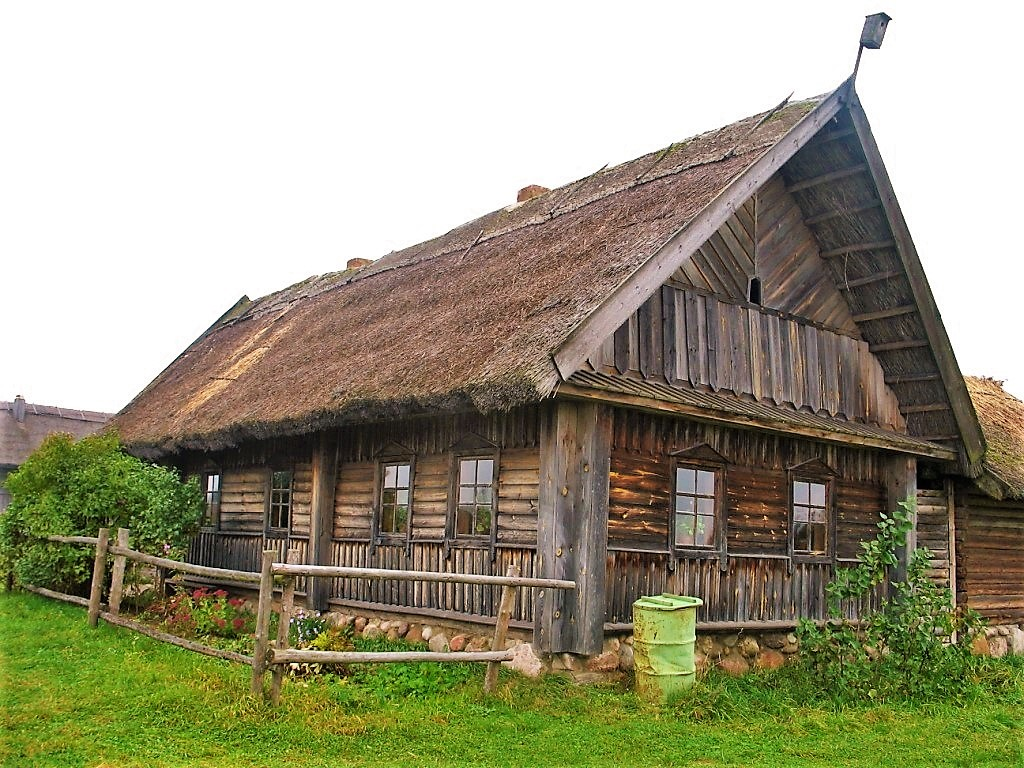
Білоруська хата
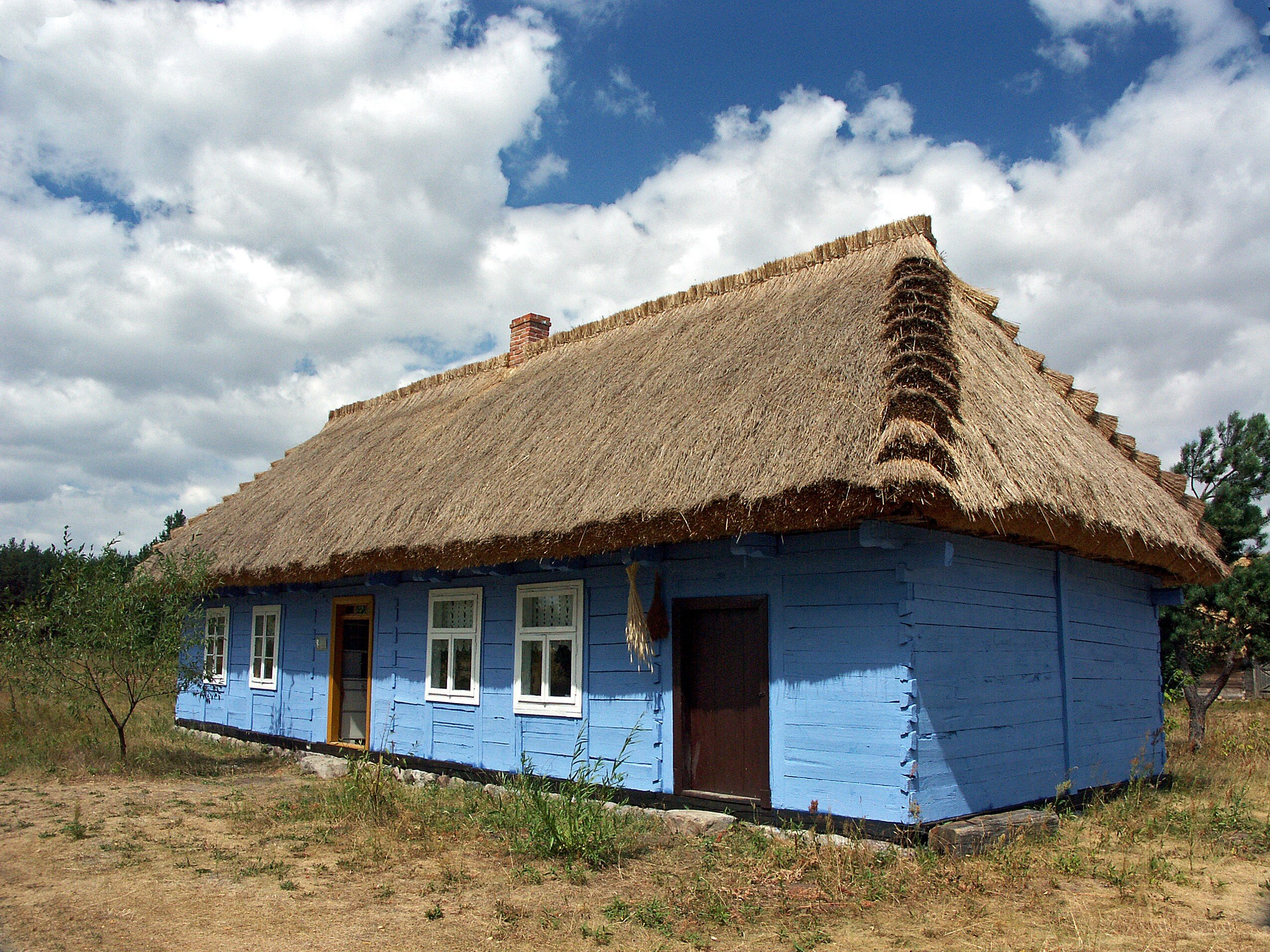
Типова польська хата для села Лович (сучасне фото, музей під музей під відкритим небом у Мавжицях
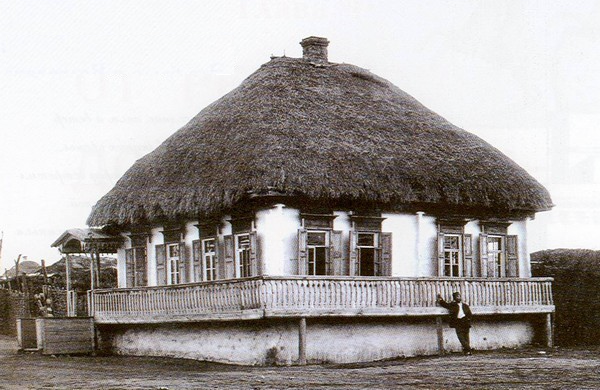
Хата в терських козаків — козачий («курінь»), XIX ст.
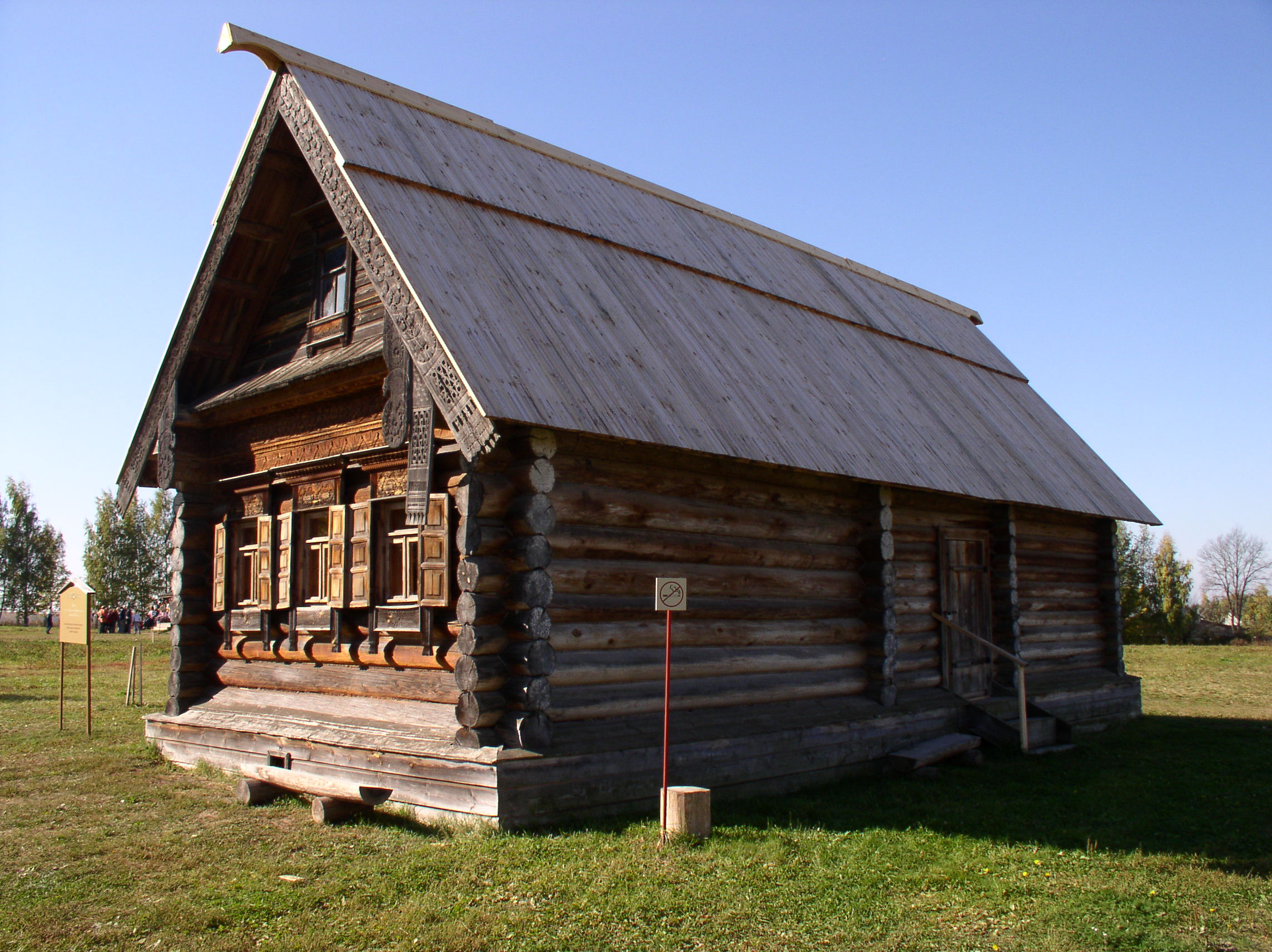
Ізба — російська хата, Владимирська область

## Коротка історія. Періодизація розвитку хати. Види хат
Загалом, періодизацію розвитку народного будівництва України можливо розділити на чотири фази:
- Від часів Київської Русі до XVI ст. — переважають і домінують найпростіші зрубні накриті драницями будівлі, переважно однокамерні (кліті, стебки, хати);
- від XVI — до 30-х — 50-х років ХХ століття — у зв'язку з бурхливим розвитком землеробства зросла кількість та видове різноманіття господарських споруд, розширилося використання солом'яного покриття, горизонтальний план житла розвинувся до трьохкамерної хати;
- до 60-х років ХХ століття — перехідна, спричинена колективізацією сільського господарства, житлові будівлі споруджувалися за індивідуальними проектами, проте ґрунтувалися на традиційних планах;
- житлові будинки споруджуються за спеціальними проектами з використанням сучасних будматеріалів

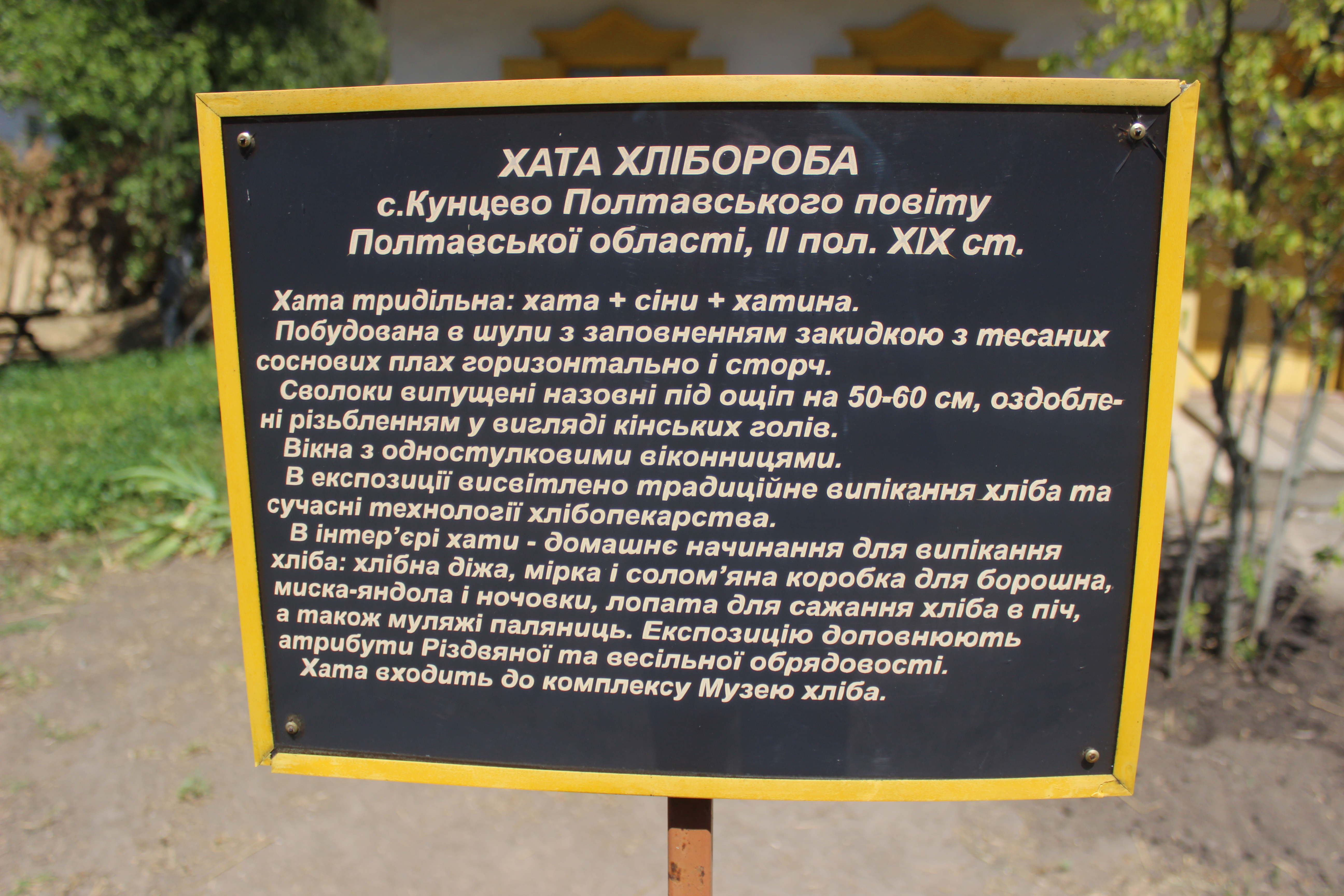
Хата хлібороба із с. Кунцево Новосанжарського району Полтавської області («Музею хліба»)

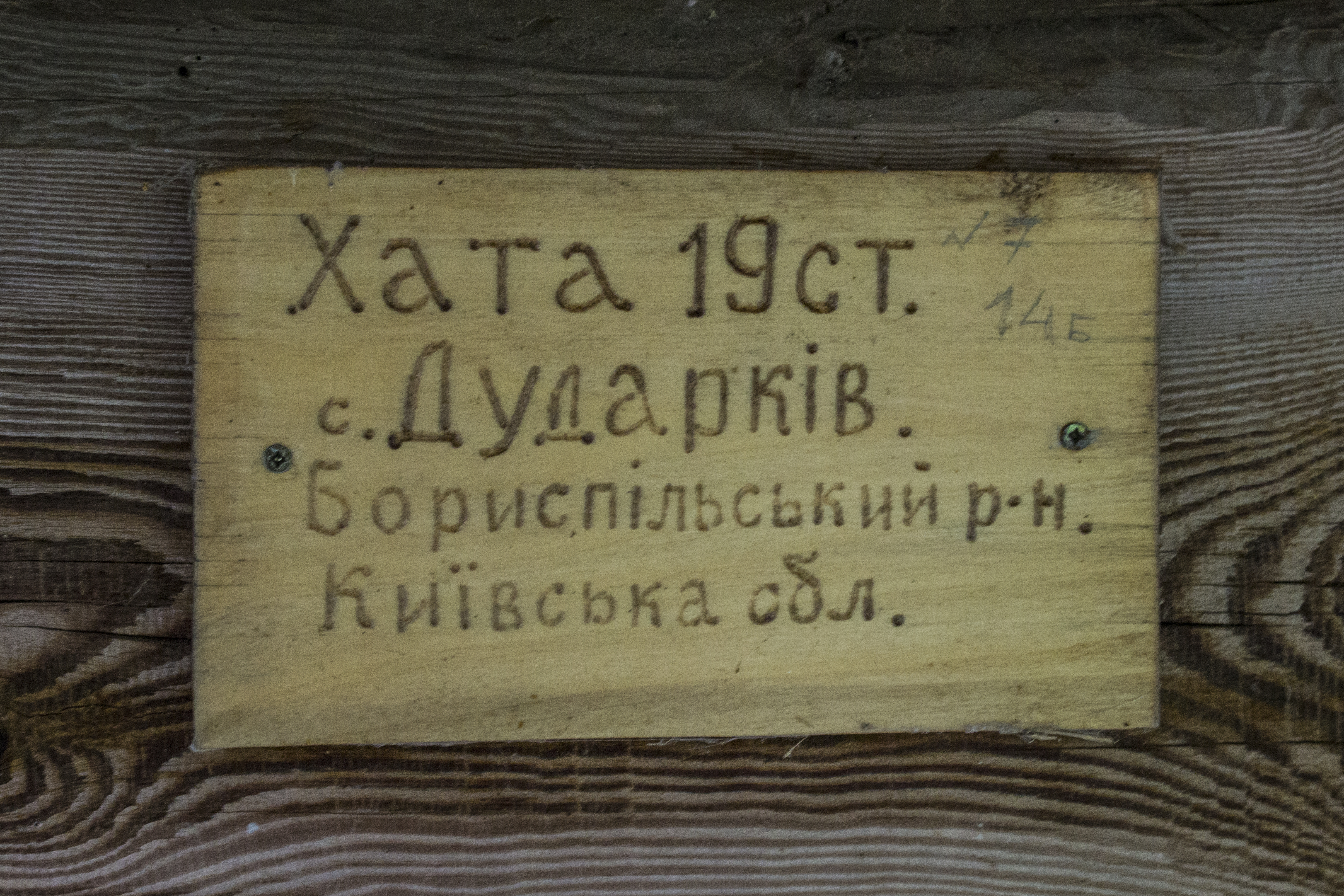
Табличка з експоната в Національному музеї народної архітектури та побуту України

### Види хат
Категоризація в системі класифікації житлових споруд (тобто, хат) може виконуватись за різними критеріями спорідненості:
- за матеріалом будівлі (дерев'яні, мазані, кам'яні і тд),
- за розташуванням щодо поверхні землі (підземні, і наземні),
- за конструктивними особливостями будівлі та/або зв'язком з історичною або фактичною точкою відліку (земляні, зрубні кліті, хата садиби (селянської чи поміщицької чи дворянської ін. садиби), каркасні хати, однокамерні хати, трикамерне селянське житло, з добудовою спеціального приміщення: сіней та комори; і тд.)
- за конструктивними поєднаннями з іншими приміщеннями чи функціональним розмежуванням (житлове приміщення багатоквартирного будинку (квартира), житлове приміщення в гуртожитку (кімната), гражда і ін;)
- за соціальним контекстом (хата багатія, селянська хата, козацька хата, фермерська хата, хата олійника, хата лісника, вбога хата і т.ін);
- за адміністративним розташуванням або заснованим на вибірці класової стратифікації суспільства (поглиблення класового розшарування): міська хата, сільська хата, хутірська хата, столична хата, хата в передмісті, хата в середмісті, білоруська хата і тд.);
- за сезонністю використання протягом року з різною метою (літня хата; зимівник; колиба; хижа, яку влітку використовували для відпочинку, а взимку — як комору;[23])
- за розмірами (велика хата, довга хата); в зменшувальному значенні існує на позначення маленького житла — хатинка.
- при категоризації за типами житла в типології будівель і споруд народної архітектури: колиба (сезонне житло), курінь (тимчасове житло), хата (постійне житло).[24]

Класифікація може проводитись за різними ознаками, за різною підставою. Наведений вище перелік не є вичерпним.
Видові найменування:
 — кам'яниця — «будинок, викладений з каміння або цегли, кам'яна будівля, мурований будинок». Форма каменица вперше засвідчена у пам'ятці староукраїнської писемності 1531 року, спершу на позначення кам'яні або цегляних будинків, будівель палацового типу на всіх теренах України, а згодом у значенні «кам'яна, мурована будівля» залишається лише в західному наріччі (здебільшого у лемківських та бойківських говірках), порівняй польське kamienica «кам'яний будинок».

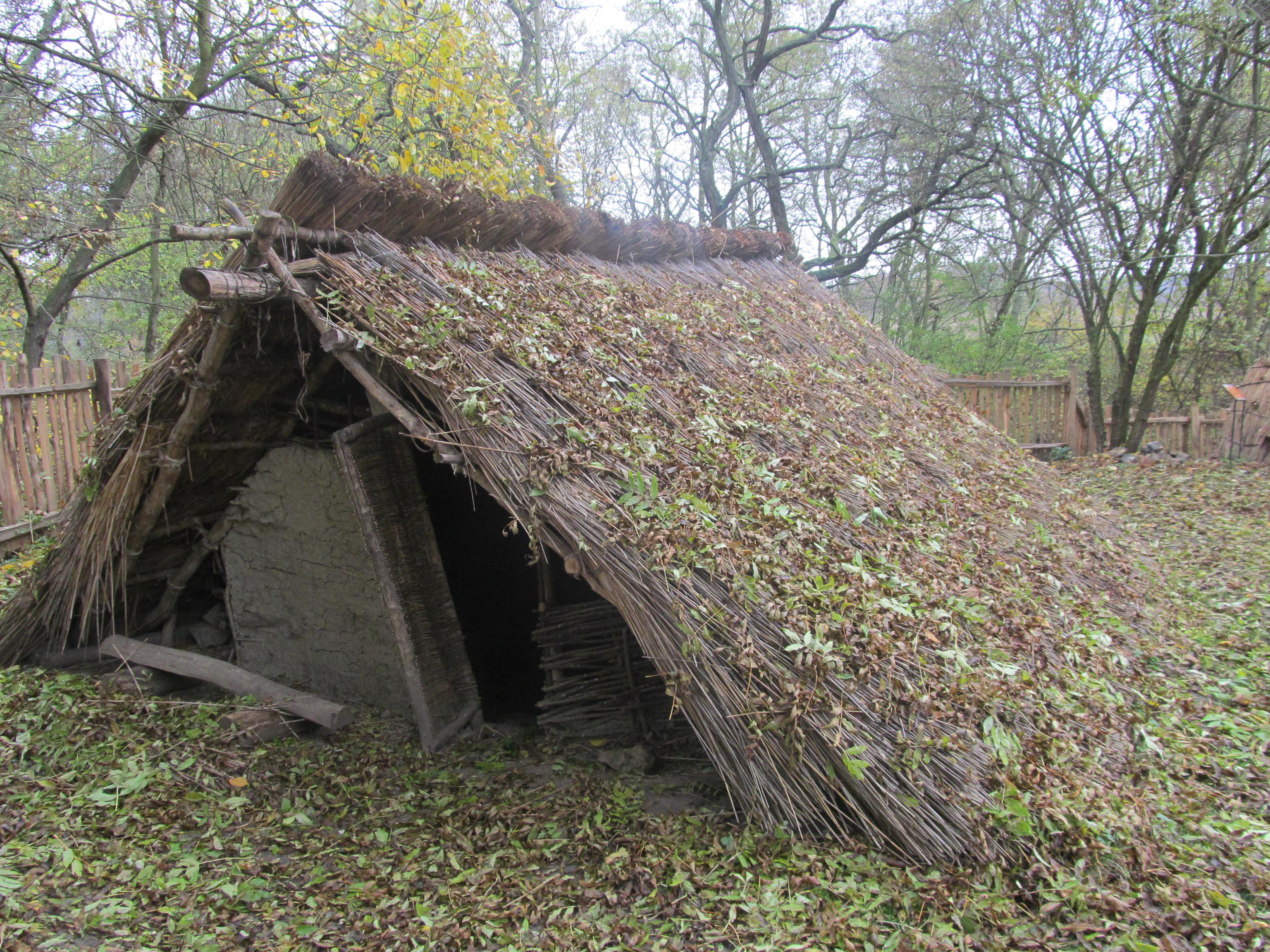
Реконструкція слов'янського ямного житла VI століття, у експериментальному Археологічному музеї під відкритим небом у Бржезно, Чехія

 — глинянка трактується як розмовна назва хати або іншої будівлі з глини, порівняй польське glinianka «мазанка». Інше найменування, утворене від назви матеріалу — вальківка — «хата, побудована з вальків». Глиновалкова конструкція відома на теренах сучасної України з часів трипільської культури. За Словником української мови вальок це «грудка мокрої, замішаної з соломою глини для спорудження глиняних будівель або обмазування стін». Словник ілюструє назву цитатами з популярних творів: «Кайдашиха не поклала своїми руками ні одного валька глини» (І.Нечуй-Левицький) та «Місить глину, вальками якої затикатиме дірки в стінах кошари» (О. Гончар). Українські етимологи виводять дієслово валькувати «робити стіни з вальків глини, обмазувати глиною» від іменника вальок «кавалок глини», пов'язаного з праслов'янським *valiti з первісною семантикою «крутити, вертіти, котити», пізніше «качати по землі, розкладати, руйнувати», утвореного від основи *uol-/ uel- «крутити, вертіти, котити».
 — саманка — хата, побудована з саману. Слово саманка є українським ендемізмом. Глиняний саман завжди був найбільш доступним і тому найбільш популярним заповнювачем фахверкових стін. Для його одержання, глину армували, змішуючи її з соломою або очеретом, аби вона не тріскалась і не розпадалася. Щоб саман тримався у стіні, під нього робили плетену основу з тонких гілок. Ось чому у піснях співається «заплели хату, хижу». Саманn&bsp;— це будівельний стіновий матеріал, необпалена цегла, виготовлена з глини з домішкою солом'яної січки, полови, гною і висушена на сонці. На півдні України саман має назву калиб, а на південному сході — лимпач.
 — хворостянка — це хата з хворосту, обмазана глиною; мазанка.
 — землянка (сербське земуница, польське zemianka, молдавське земник, грец. το αμπρί, το όρυγμα, το χαμόσπιτο) є одним з найдавніших видів людського житла, відомим з епохи палеоліту. Це викопане в землі житло, яке іноді виступає над поверхнею.
На Поділлі «хатою» могли називати могилу, а хату в такому випадку «курінем»). Можливо, звідси й вираз «Тут тобі й хата!» (тобто «Все пропало, кінець»). Б. Грінченко цитує рядок із пісні, записаної А. Чубинським, де землянкою за асоціацією з землею метафорично названа могила, а похорон, за спільною слов'яно-балканською традицією, метафоризується весіллям. Наступним асоціативним кроком є персоніфікація могила — наречена: «Узяв собі паняночку, у чистім полі земляночку». Назва мотивується водночас і місцем розташування — у землі, і матеріалом — із землі.
Висновком може бути те, що у слов'янських мовах назви, утворені за номінативної моделлю матеріал — споруда є характерними, як і для інших груп матеріальних артефактів.

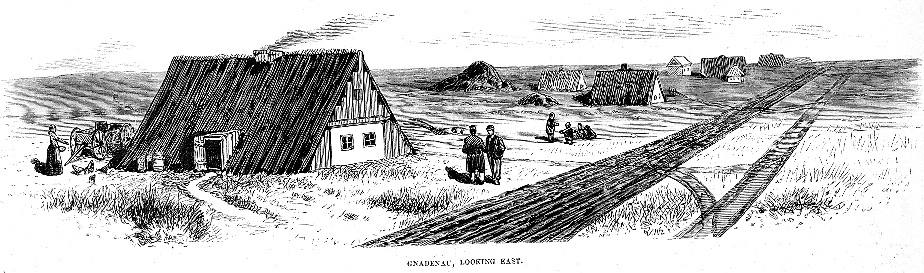
Менонітський бурдей у селі Гнаденау (Канзас), Сполучені Штати. (Ілюстрована газета Френка Леслі, 20 березня 1875 р.)
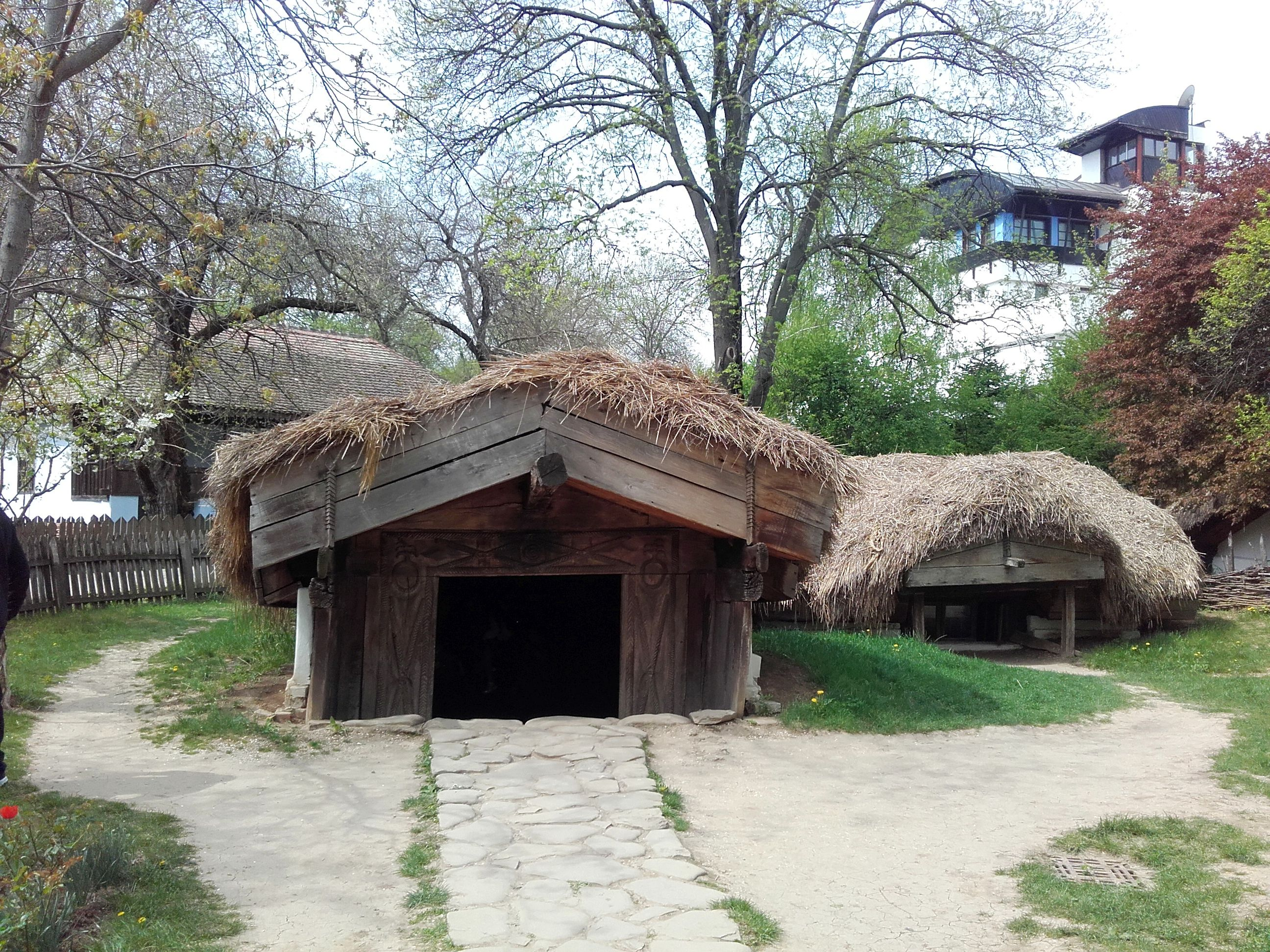
Бордей із Драгічень, округ Олт, Румунія, датований 19 століттям. Експонується в сільському музеї Бухареста.
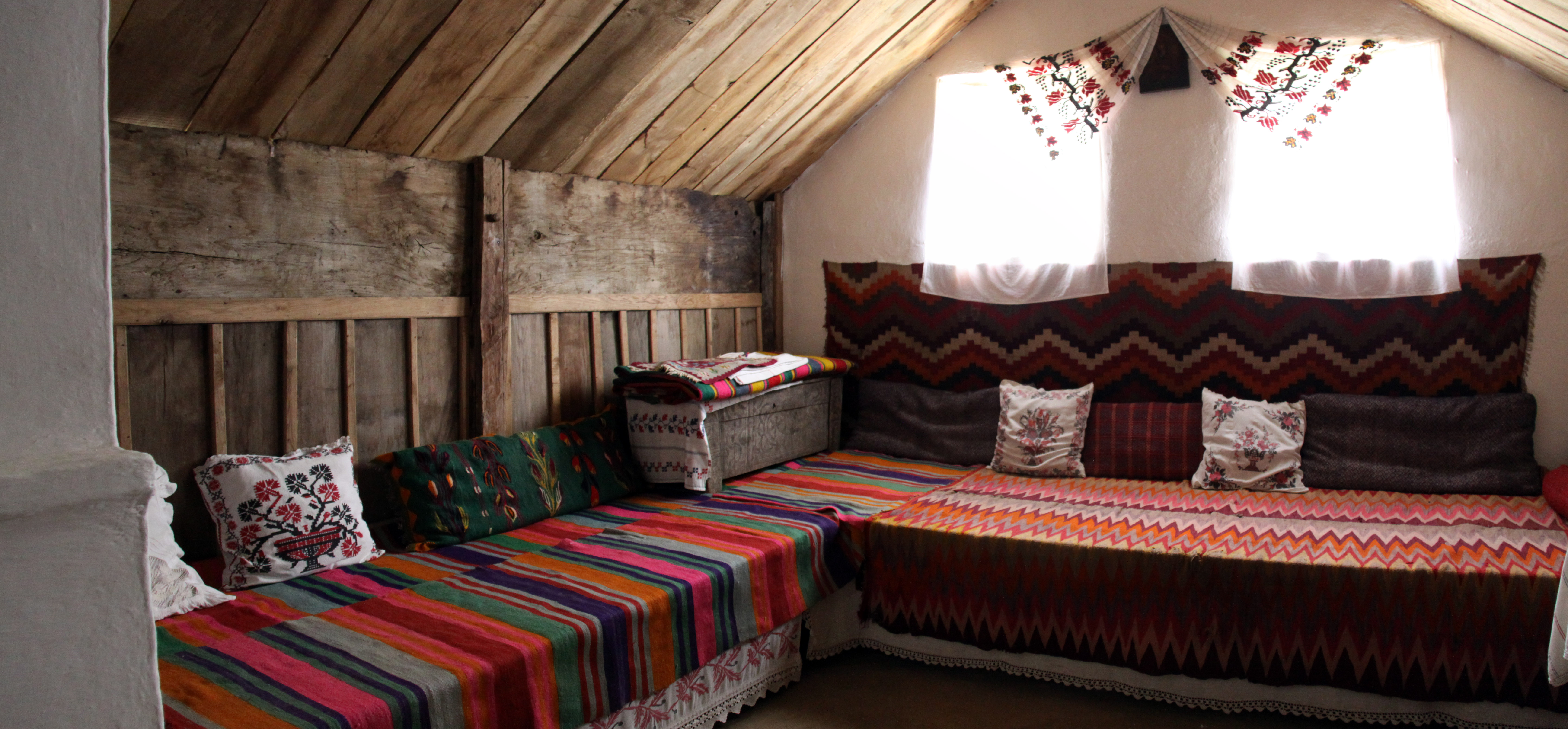
Музей виноградарства та мімікультури в Голешті, Арджеш, Румунія. Інтер'єр бурдея з Кастранова-Путурі

### Напівземлянка
Напівземлянка — це найдавніший вид житла, який існував до XIV—XV ст. Вона уявляла з себе напівзаглиблений у землю і критий соломою або очеретом зруб, який топився «по-чорному».
У південних степових районах частково заглиблене в землю житло називалося бурдей, землянка, а підвищене — верхова хата, горішня хата, горішник. Бідняцька хата гуцулів та бойків Карпат також мала назву бурдей (бурдій).
Внутрішнє планування хати, її забудова, на території України схожі, хоча у кожній місцевості внутрішній інтер'єр відбиває регіональні особливості життя корінних українців. Прообразом саме української хати вважають житла трипільців часів неоліту. Напевно, від високорозвинених трипільців протослов'яни навчилися зводити як найдавніший тип наземного житла — напівземлянки.

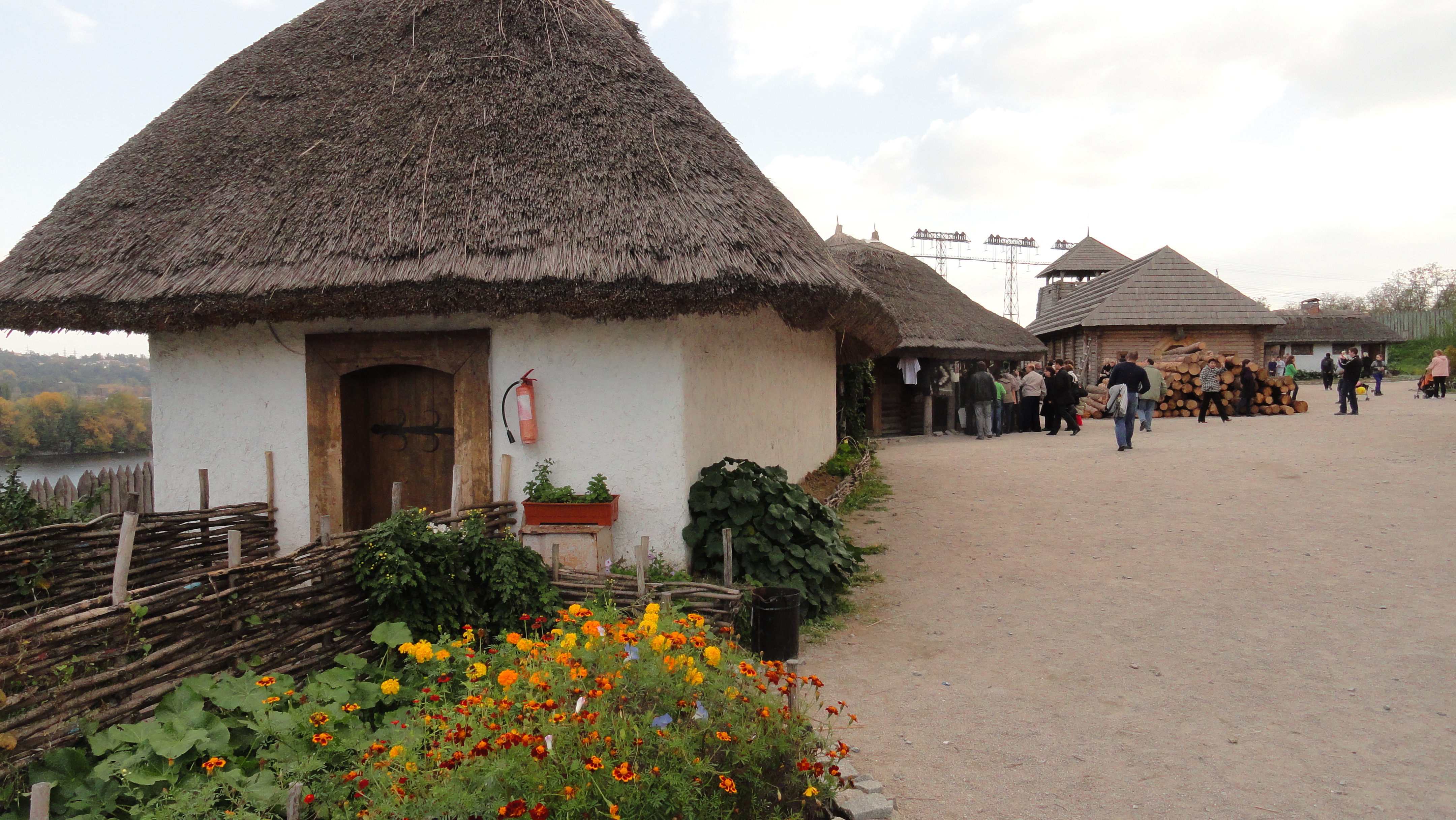
Хата мазанка. Національний заповідник «Хортиця»

### Глинобитна хата
Глинобитні хати будують в степових зонах з саману — утрамбованої глини, змішаної з соломою (саманна технологія). Стіни розміщуються на підмурку з місцевого бутового каміння.

### Каркасна мазана хата
Каркасна хата (мазанка) складається з дерев'яного каркаса, заповненого саманом (сумішшю глини, або суглинку з соломою, або половою). Цей тип хат поширений по всьому світі у степових і лісостепових зонах. Зазвичай, каркасні стіни розміщуються на підґрунті (фундаменті), змурованому з місцевого бутового каміння.

### Рублена хата
Рублена (колодяна, брусована) хата будується з дерев'яних колод, укладених у зруб. Такий тип трапляється у лісистих районах Полісся, Карпат, а також у багатьох інших місцевостях Європи та Азії.
За статистичними даними з 1924 року в Україні 50 % досліджених хат були побудовані з дерева (у зруб і в сохи), 33 % — з глини, 6 % — з каменю.

### Мурована хата
Муровані хати будують з наперед виготовлених блоків. На півдні, в степу, блоки (лампач) виготовляють із саману (суміші глини та соломи). Також хати будують з пиляних блоків вапняку, інколи — з бутового каміння. В промислових районах хати є переважно із цегли, в тому числі силікатної, інколи з шлакоблоків.

Хата у Долотецькому (пд-сх Волинь, середина 20-го століття). Каркасну конструкцію будівлі заповнювали саманом та утеплювали ззовні кукурудзяними снопами
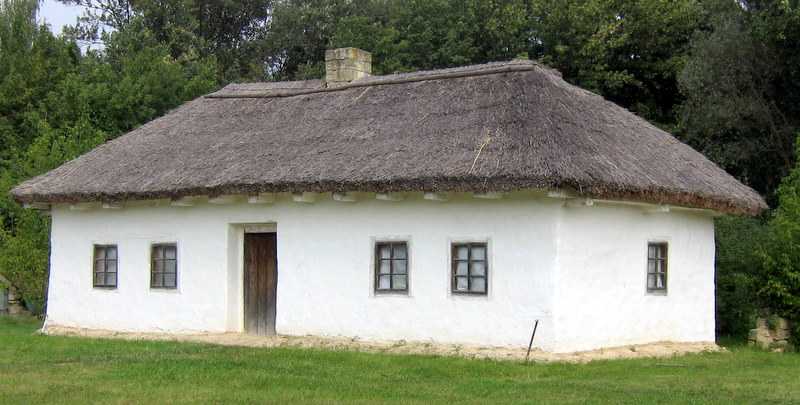
Хата 19 ст. із села Старокозаче Одеської області
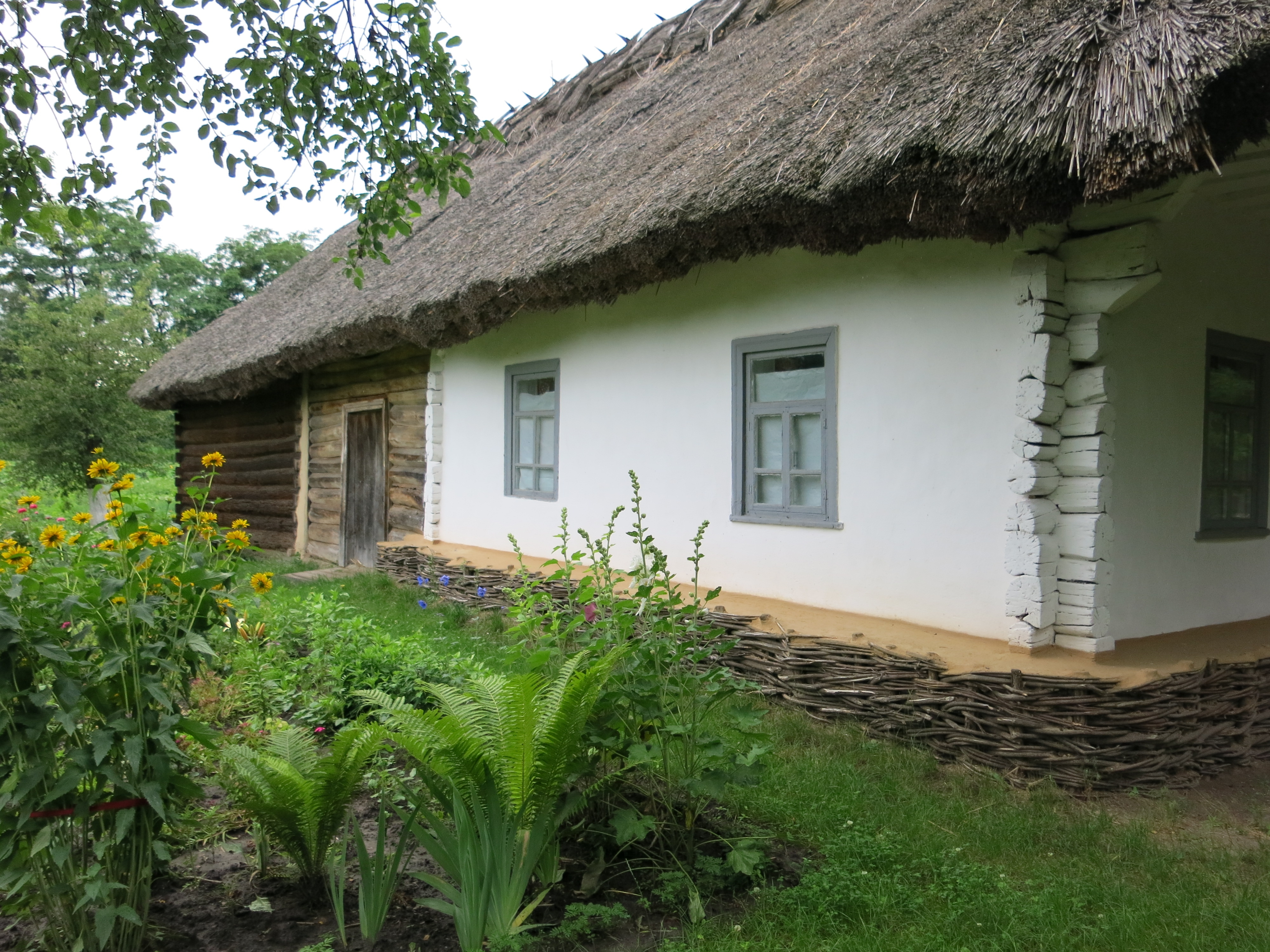
Рублена хата
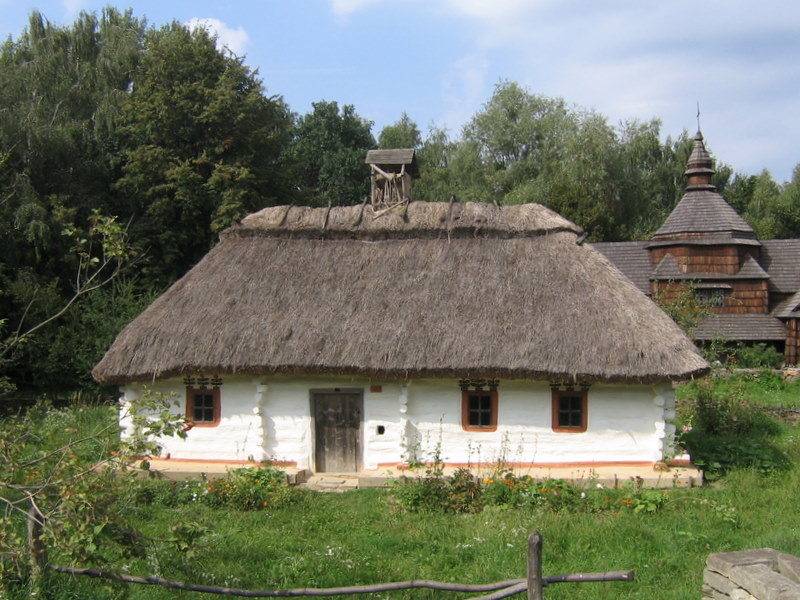
Побілена дерев'яна хата 19 ст. з солом'яною стріхою із села Луги на Поділлі
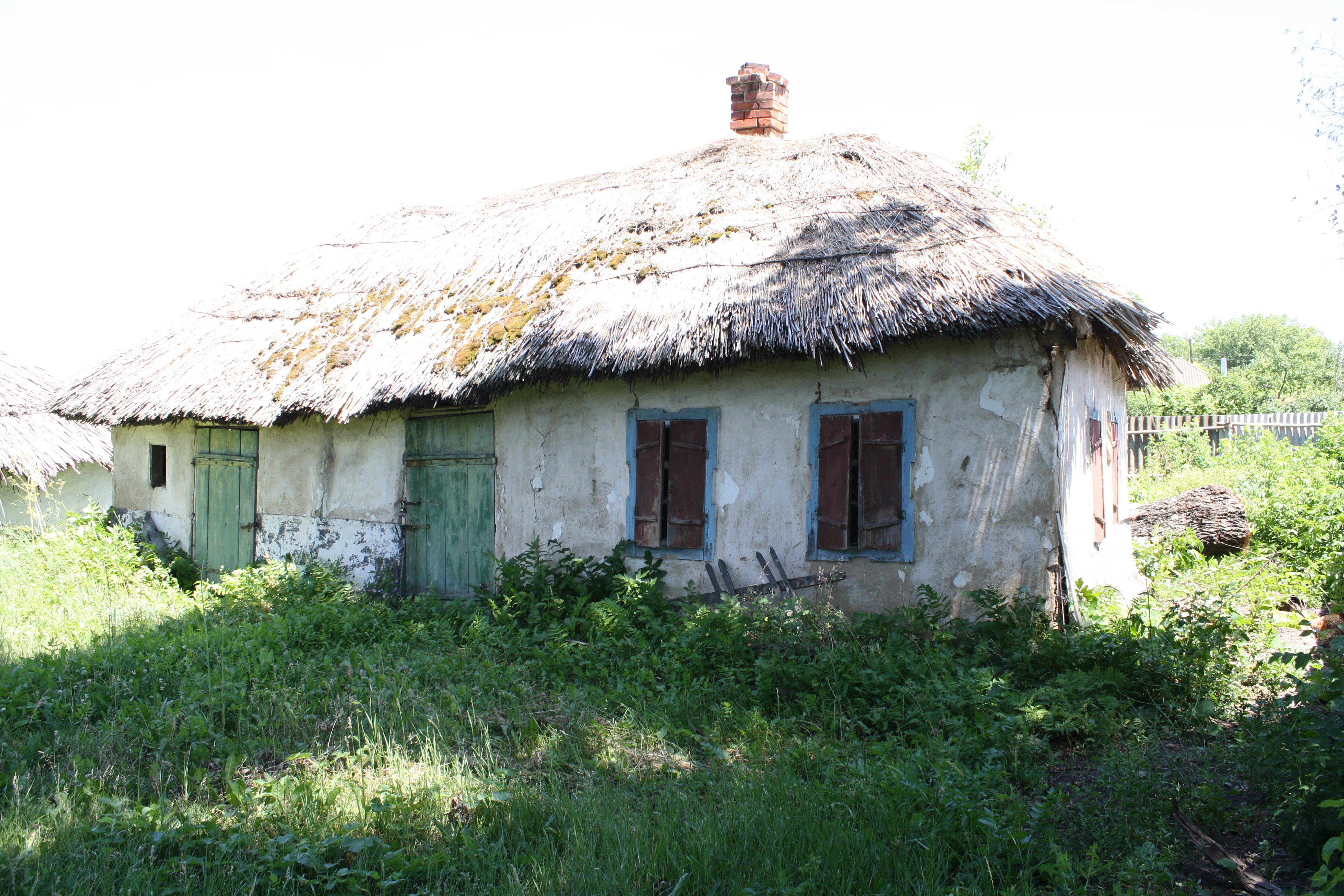
Хата-розвалюха у селі Кругляківка, Харківська область на Слобожанщині

## Українська хата. Короткий опис

### Конструкція

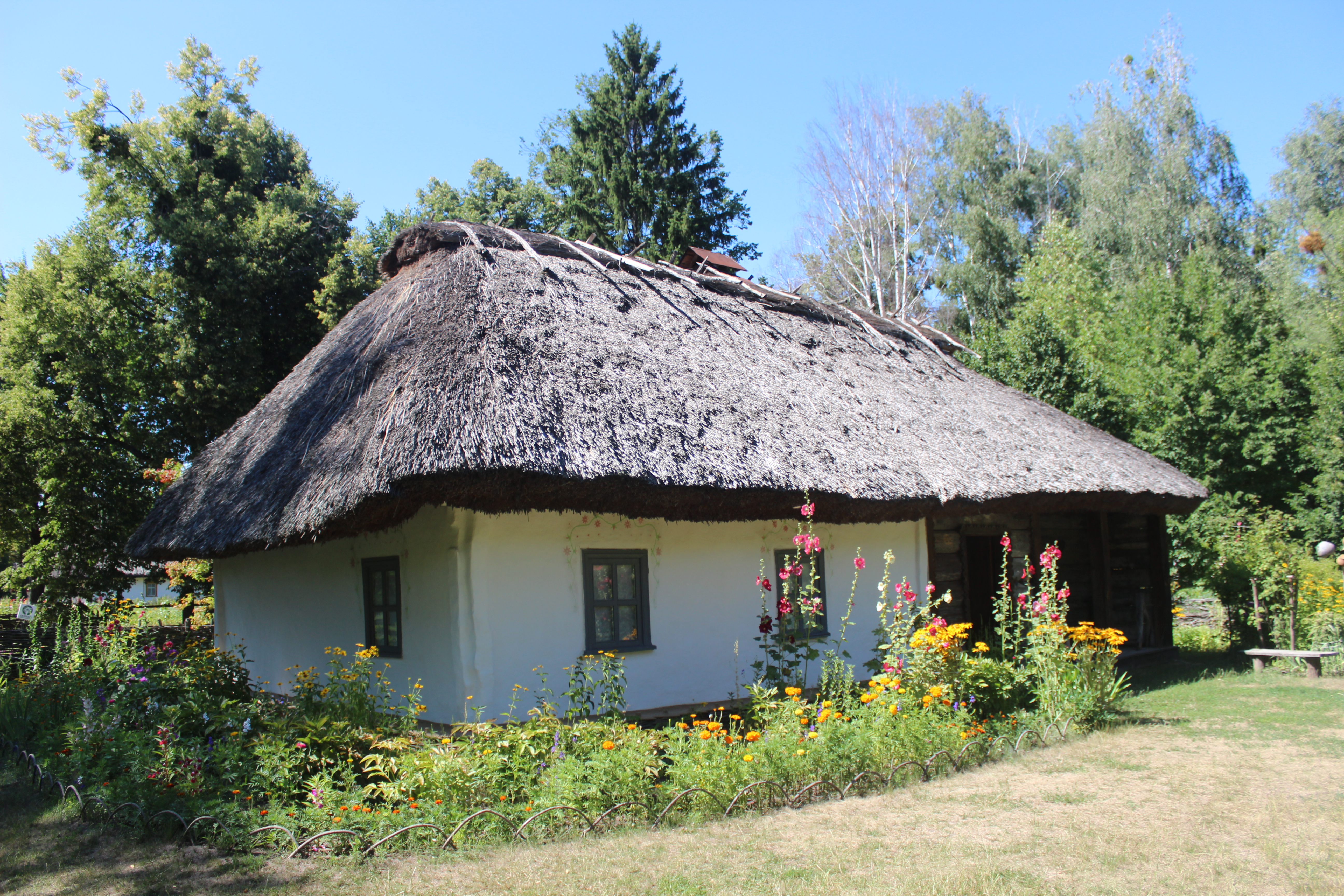
Хата з Переяслава

Загальний тип української хати тягнувся від підніжжя Карпат на схід до Орловської, східної частини Воронізької та Курської губерній.
Звичайна українська садиба поділялася на три частини: город, двір та подвір'я. У центрі двору стояли хлів та клуня, а в центрі подвір'я — хата та комора, обсаджені фруктовим, переважно вишневим, садом. На городі росли кабаки та інші овочі.
«Оскільки-бо одна мова народня від Карпат і до Кубані, оскільки однакова одіж, удача народня — остільки ж однакова і архітектура: чи то як хати будують, чи як комори, клуні.»Клуня[джерело?]
Зазвичай хата була 9 (14) аршинів завдовжки та 8 (9) аршинів завширшки. Хати були «на одну» або «на дві» половини. Хата «на одну половину» була коротша, складалась з хати, комірчини та сіней. Хата «на дві половини» була майже вдвічі довша, складалася з хати та світлиці (куди запрошували гостей), а посередині були сіни з комірчиною. На Полтавщині були поширені дводільні хати за плануванням — сіни та, власне, хата. На Поліссі довгий час зберігався архаїчний, однодільний тип житла, який включав лише одне житлове приміщення без сіней та інших прибудов. Приблизно у XV—XVI століттях біля поліських хат почали з'являтись сіни та комора, іноді прибудовувався ванькир.

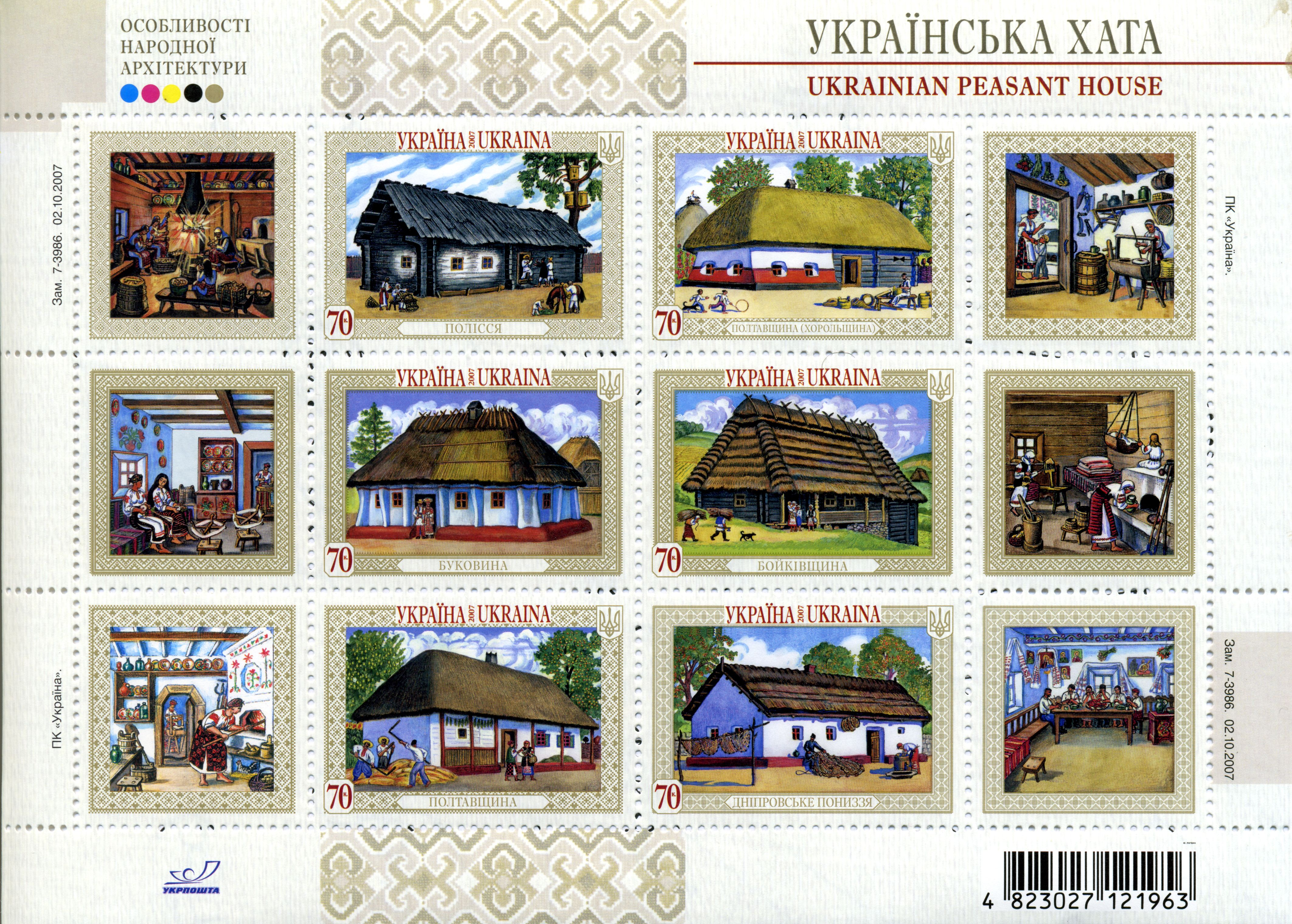
Українські хати на марковому блоці Укрпошти (частина 1)

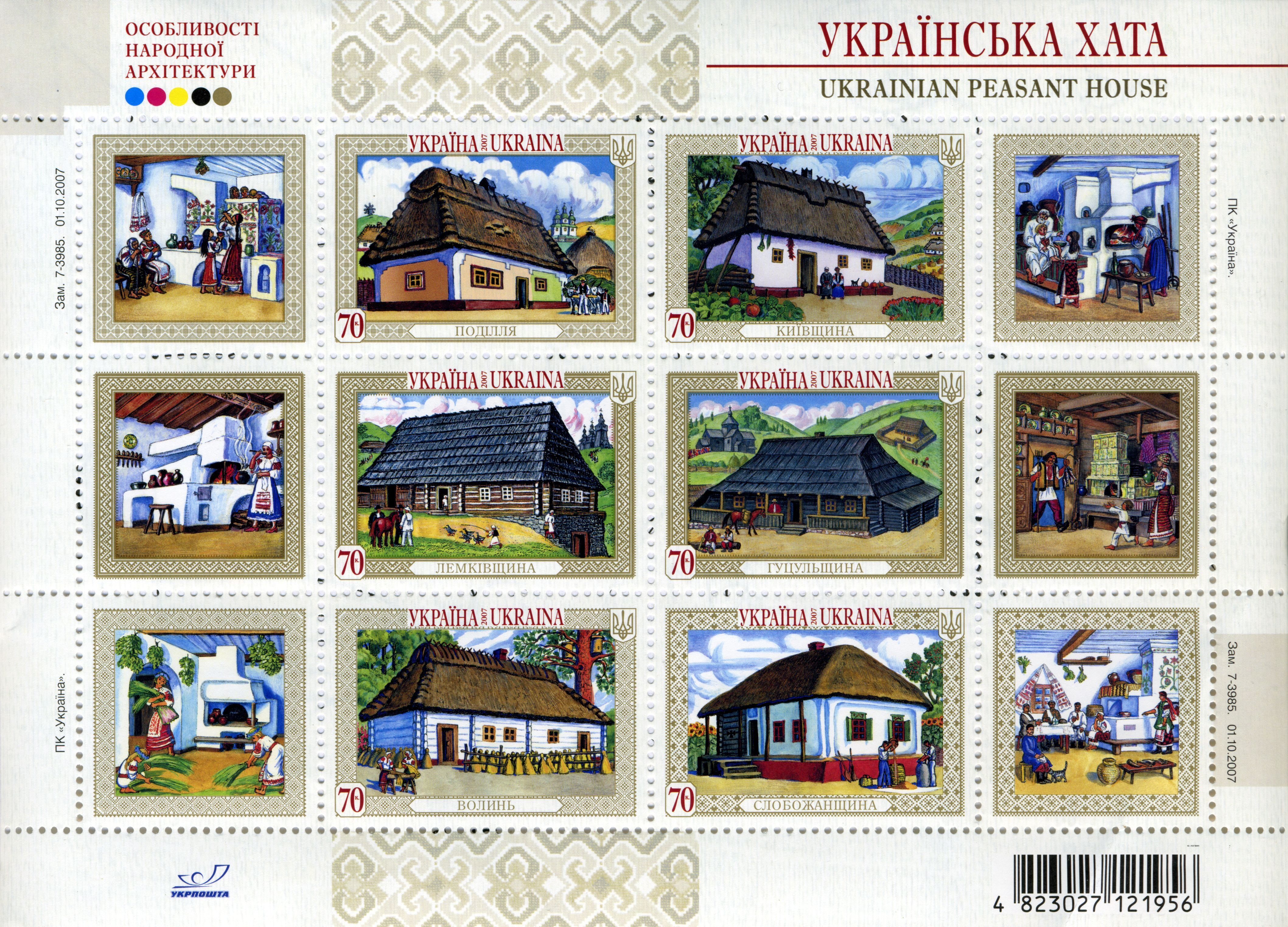
Українські хати на марковому блоці Укрпошти (частина 2)

Типова покрівля (стріха) української хати була чотирисхилою, що відрізняло її від двосхилої польської та російської і наближало до стріхи болгарської та сербської хати. Покрівля була вища за стіни хати, на чотири боки, і робилася з сніпків соломи, а в лісовій місцевості з ґонту. На лівобережній Україні стріха була рівна та гладка, а на правобережній Україні та в Галичині — стріха була вища, з високим гребенем та з острішками на чотирьох рогах.
Вікна, двері, піч, плита, ліжанка, груба, жердина, мисник, столи, стільці, скрині, лави, піл, ліжка, образи; сіни, комірчина, світлиця, ґанок, причепа, піддашок та інше в українських хатах завжди мали визначене місце. Знадвору кругом хати йшла призьба, стінка у призьбі інколи робилася з дощок, а середину заповняли глиною з соломою та замазували зверху червоною або жовтою глиною без соломи.
Згідно з типовим проектом, при вході в хату з сіней праворуч або ліворуч була розміщена піч з лежанкою, по іншу сторону від дверей був мисник (для мисок). У кутку коло печі стояла коцюба, кочерга, ковінька, рогачі, відро з водою та цебер для помиїв. Від мисника до образів лежала широка дебела лава, попід причілок лежала ще одна лава (вже не така дебела). Від причілка до печі був широкий піл (нари), на якому спали. Зазвичай, матрацами служили великі міхи, набиті свіжим сіном та пристелені гребінним полотном, ковдри були шерстяні чи бавовняні. Під голови клали пухові подушки в оздоблених вишивкою наволочках. Заможні люди також мали білі простирала з тонкого полотна та перини. На покутті під образами стояв дерев'яний стіл, покритий скатертиною (якщо мали), або ганчіркою. На подвір'я хати виходили два або чотири вікна, на причілок одне або два. Над полом вгорі було маленьке «напільне» віконце. Глиняна стеля клалася на трямках, а трямки на дебелий довгий сволок, що йшов через усю хату (або на декілька сволоків, не дуже дебелих). На дубових чи грабових сволоках (липа не годиться) часто викарбовували ім'я майстра-будівельника та рік побудови хати, а також сволоки прикрашалися хрестами, різьбленими узорами або кольоровим орнаментом з птахами та квітів. До сволока прикріплювався міцний кований гак, до якого підвішували, в разі необхідності, лампу, ворочок, колиску з немовлям, та таке інше.
Зі сторони входу на сволоках містилися також написи релігійного змісту. У хатах заможних господарів були груби та печі, роблені з полив'яних кахлів. На Полтавщині та Черніговщині хати заможних господарів були просторі, на помості, з ґанком чи причепою з двору. Стіни в деяких хатах були з дубового чи соснового брусу, поставленого «у зуб» чи «у замок». Одвірки в хатах були різьблені або розмальовані крейдою. Стіни всередині хати інколи обшивали липовими панелями з різьбленою лиштвою, а зазвичай, завішували килимами. Попід стіною ставили лави або ослони з різьбленими спинками, застелені ряднами чи пілками. На покутті були образи, а за ними малюнки на історичні теми, або портрети. За сволоки клали завжди пахучі трави: васильки, канупер, материнку. На Чернігівщини хати будували з дерева «в зруб» та з ґанками. Покривали такі хати солом'яними сніпками. Вікна вирізували в стінах після закінчення будівництва. Вікна знадвору зачинялися розмальованими віконницями. У південній Україні та на Кубані хати мали ґанки і, з чолової сторони хати, дашки на стовпчиках, що йшли через усю стіну (піддашки). Підлога в хатах була або дерев'яна дубова, або глиняна (залежно від достатку). Земляну (глиняну) долівку влітку щотижня застеляли свіжою травою (осокою), а взимку (також, як і дубову підлогу) — шерстяними чи бавовняними пілками, коцами.
За багато тисячоліть існування конструкція хати досягла досконалості. Покрівля хати-мазанки (стріха) чотирисхила, на взір побудови кінця 1 тисячоліття у південних та західних слов'ян. Хати завжди жупились (покривались) снопами-околотами, або ж соломою чи очеретом. Залежно від регіону й особливостей місцевого клімату, для зведення стін використовувалися найрізноманітніші матеріали (з огляду на статок — що найдешевше): дерен, земля або глина, змішані з рубленою соломою (валькові або саманні хати), лозняк або хмиз, обмазані глиною з кізяками. Іноді стіни зводилися з колод, покладених у зруб.

### Внутрішнє планування

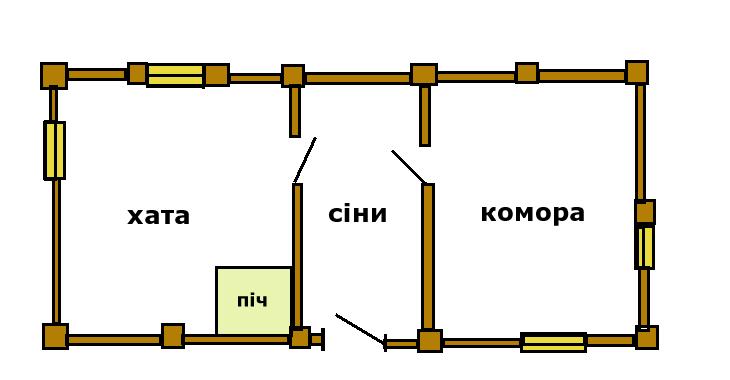
План хати

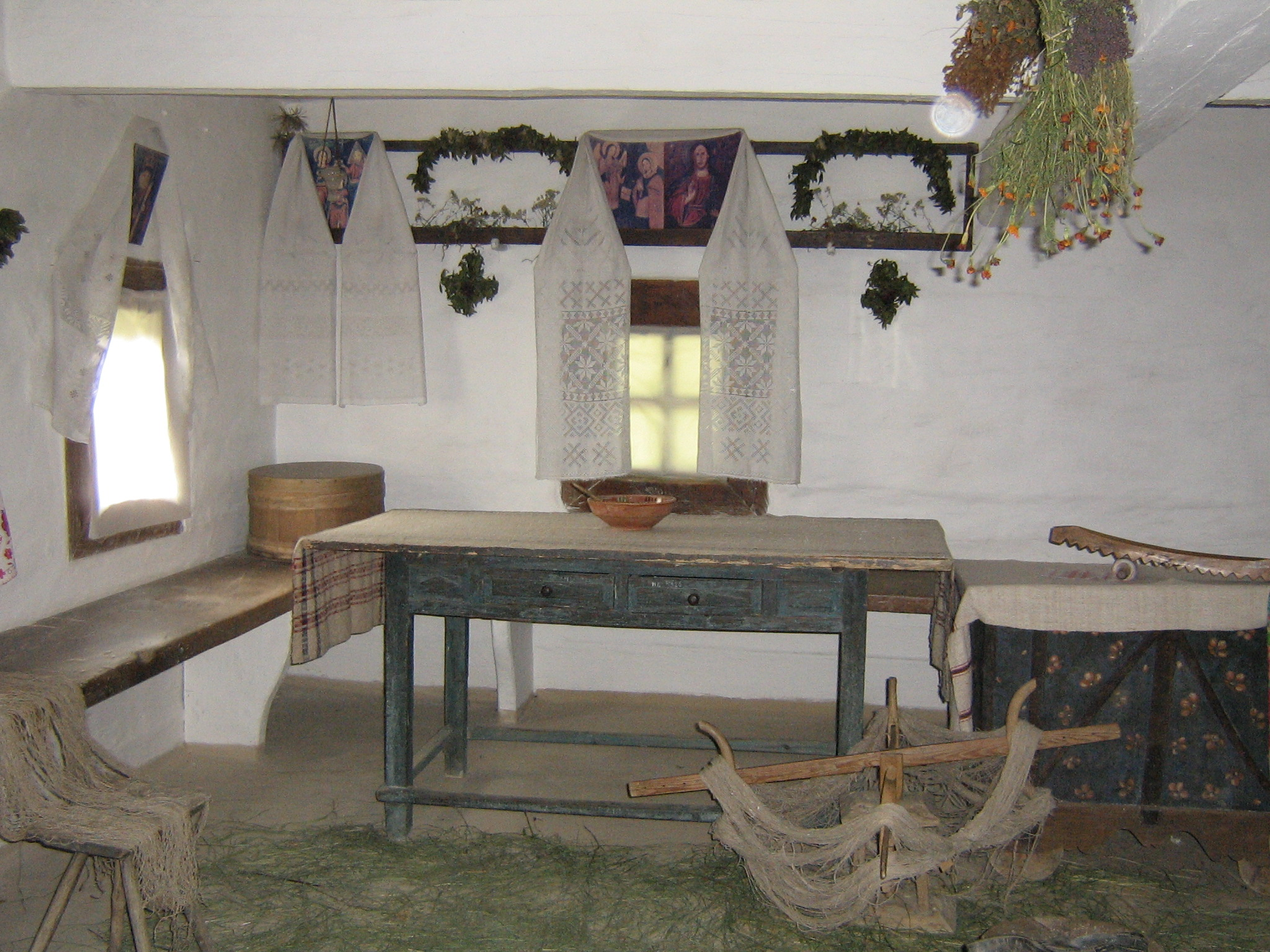
Внутрішнє оздоблення хати рибалки

Внутрішню площу основного приміщення хати умовно можна поділити на робочу, обрядову та побутову:
- робоча площа — стілець, мисник, припічок, підпічок, черінь, ковбиця, плита, піддувало, груба;
- обрядова — покуття;
- побутова — стіл, піч, лежанка, піл або ліжко, скриня, жердина, колиска, лава, ослони.

Стіни класичної української хати білили вапном, крейдою або білою глиною (каоліном). Німецький географ Йоган Георг Коль, перебуваючи в Україні 1838 року, писав:
|  | Українці живуть в охайних, завше підтримуваних у чистоті хатах, які начебто усміхаються до тебе. Господині не задовольняються тим, що кожної суботи миють їх, як це роблять голландці, але ще й раз на два тижні білять житло. Від того хати в Україні виглядають вельми чепурними, немовби свіжовибілене полотно. |

Хати часто розмальовували олійними фарбами у вигляді облямування навколо вікон і дверей з червоних квіток тюльпанів на зелених вітах. На кожній із стін — по вікну з фігурним хрестом посередині та два вінки над міжвіконням чолової стіни.
Стіни, вікна, двері, карниз печі, поріг орнаментували з використанням червоного, синього і жовтого кольорів, що мали магічне та символічне значення.
Перед столом ставили ослін, себто лаву на дерев'яних ніжках. Від печі до причілка на жердці зберігали побутові тканини й буденний одяг. Стіл завжди стояв у кутку, навпроти печі. Найсвятіше місце в хаті — покуття. Ікони на покуті прикрашалися засушеними квітами — волошками, безсмертником, польовими гвоздиками, барвінком — і драпірувалися власноруч вишитими господинею полотняними рушниками.
Неодмінний атрибут української хати — дерев'яна, окута залізом скриня (а то й дві—три). Тут зберігалося святкове вбрання і повсякденний одяг — вінок, рушники, прикраси, а в прискринку (всередині скрині, збоку вгорі, в маленькій шухлядці для цінних речей та різних дрібничок) — різноманітне зілля. Скриню використовували також як стіл.

### Зовнішнє оздоблення
Широко побутували в Україні настінні розписи. Проте вже на кінець XIX століття декоративні мотиви-розписи традиційного житла втратили свій символічний зміст. Прикладом кольорового оздоблення зрубних будинків є фарбування швів. На Лемківщині розмальовували на вхідних дверях «квіт» — своєрідну інформацію про склад сім'ї: гілка з листям барвінку символізувала жінок у родині, а гілка із зірками — чоловіків. Народжувалась дитина — домальовували гілку, а коли помирав якийсь член родини — малювали хрестик.
Українська хата, як правило, була розміщена до вулиці причілками, тому декоративно оздоблювалися і чола, де часто стріха завершувалася фігурною оздобою у формі кінської голови, вона вважалася оберегом від злих сил. У деяких місцевостях на гребені з обох боків зустрічалося різьблене зображення змії, образ якої символізував вічність, мудрість і життя. Інколи чолові стріхи прикрашалися великими розетами — символом сонця, а також зображення птахів, квітів.

### Загальні риси української хати
Етнографічний тип української хати мав такі загальні риси: чотирисхила стріха, тридільність, однаковий план та однакове розташування всередині хати, як частин так і хатніх речей, обмазування глиною та білення з середини та знадвору.
Хати центральної частини України представлені полтавським та київським типом. У плані вони однакові, тридільні (комора — сіни — хата) або  дводільні/двокамерні (сіни — хата), побілені на біло. У хатах такого типу однакова кількість вікон та їх розміщення, однакові комини. Різниця полягає у стрісі. Хати київського типу мають гребінь та острішки, в той час як полтавські не мають їх геть. Тип полтавської хати був поширений також на Харківщині, на півночі Катеринославської губернії, в південній частині Чернігівщини (різниця полягала у комині). На півночі Чернігівщини біле забарвлення хат зникало, а натомість з'являлося — глиняне (жовте) та покрівлі з дранки. На Херсонщині та на півдні Катеринославської губернії були поширені хати київського типу. А починаючи від Знаменки на південь з'являвся південний тип український хат (полтавський). Такі хати мали ґанок, та прибудову збоку хати, а також невеликий піддашок вздовж усієї чільної стіни. Цей видозмінений вид київського та полтавського типу був також і на Кубані. На Волині були хати київського типу, а починаючи з півночі овруцького, луцького та ковельського повітів побілені хати зникали, а натомість з'являлися хати з покрівлею з дранки, наближені до білоруського типу. На Поділлі, Буковині, Галичині, Покутті побутували хати київського типу, традиційно з дома житловими приміщеннями (хата — сіни — світлиця). На Галичині та Поділлі до хати прибудовували ванькир — кімнату, що використовувалась як спальня або дитяча. Подібне планування зустрічалось у сусідніх поляків та словаків. У Буковині та Галичині хати в кін. 19 ст. були більші і кращі ніж на Великій Україні та мали часто галерейку вздовж чолової стіни. На Бойківщині та Лемківщині білені хати мали стріхи з острішками та однаковий план з загальноукраїнською хатою, а відміна полягала у тому, що такі хати ускладнювались об'єднанням з господарськими будівлями, були великі та мали галерею спереду. Гуцульські хати були з дерева та з дерев'яним дахом.

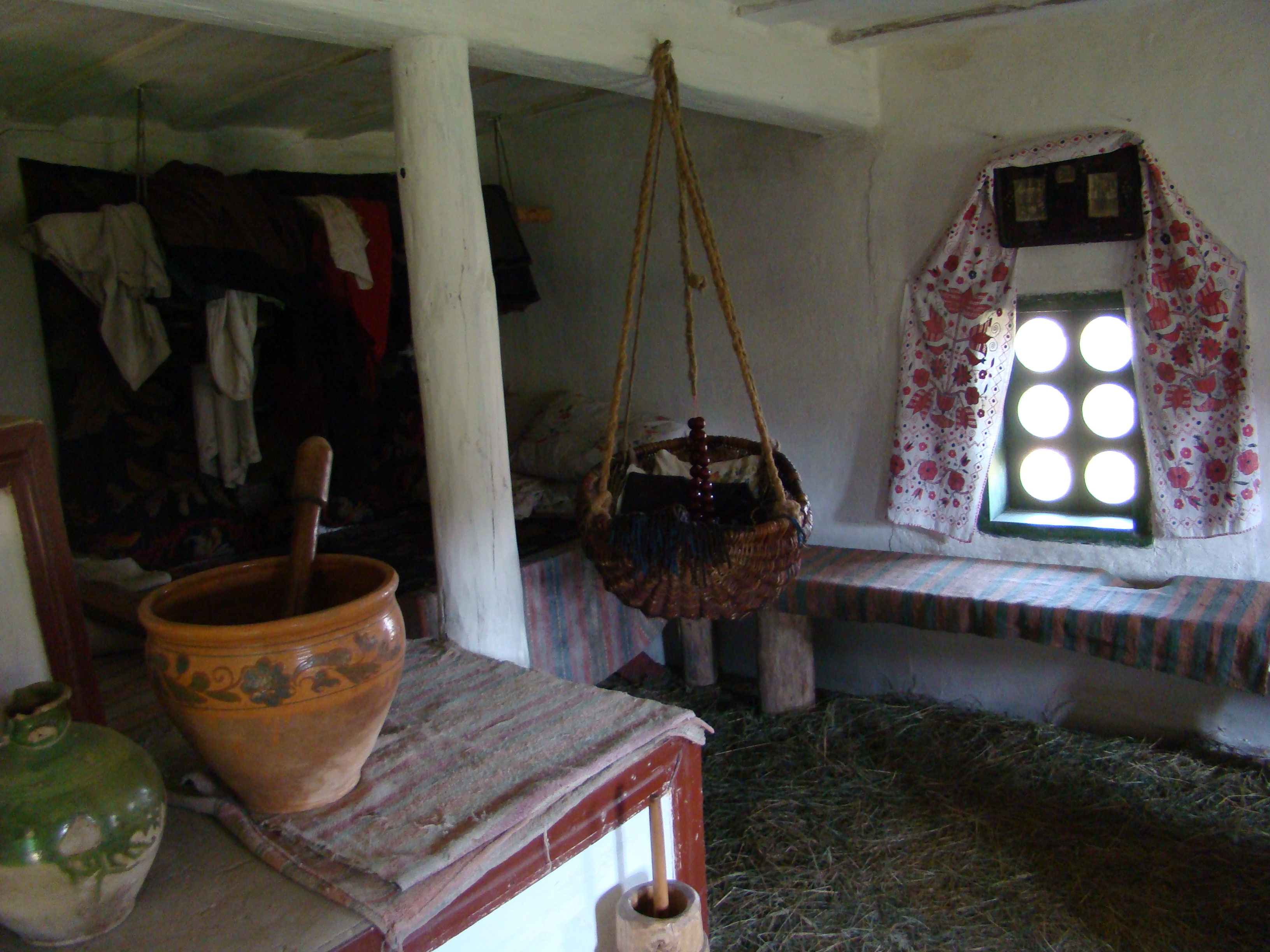
Інтер'єр
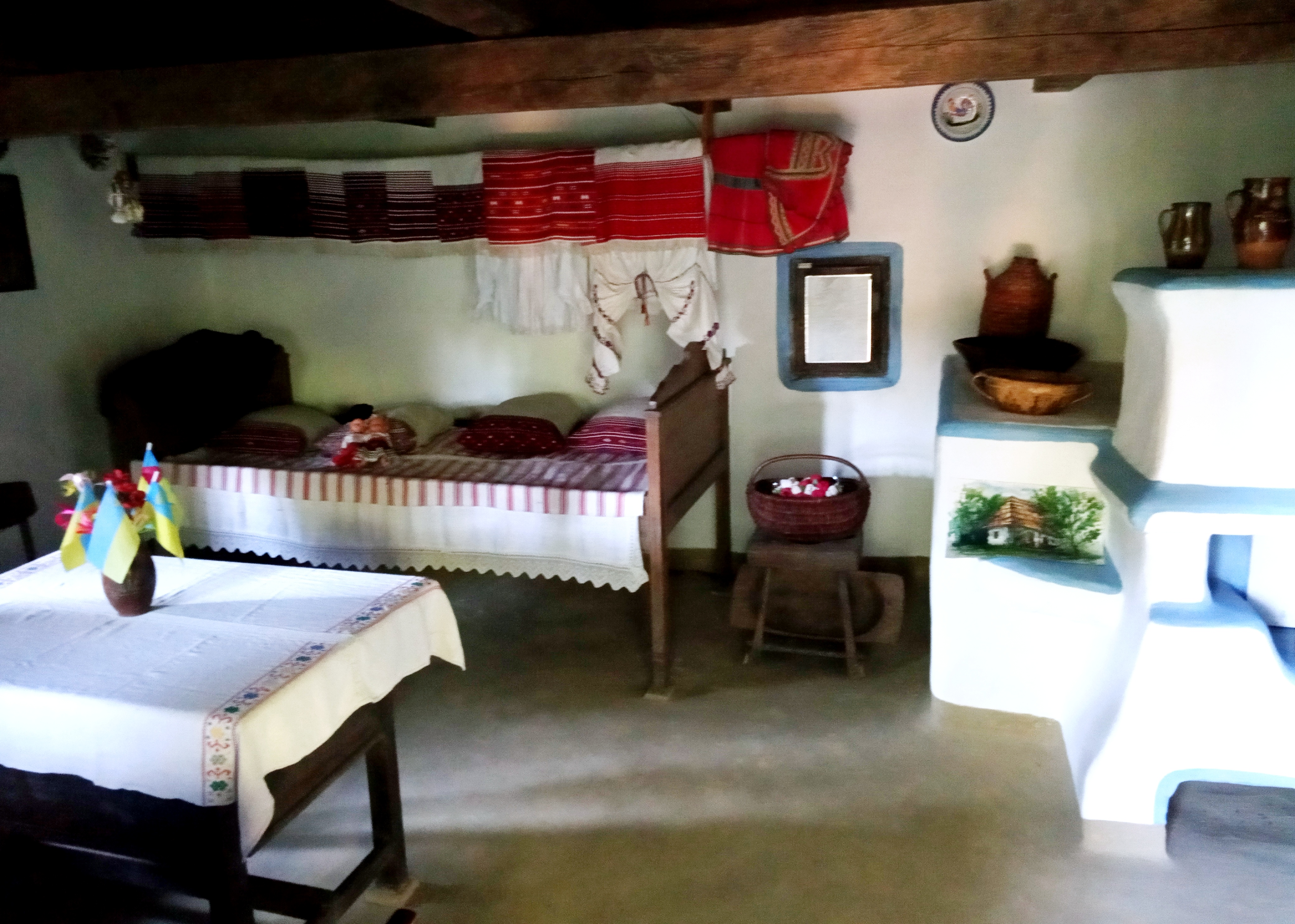
200пкс
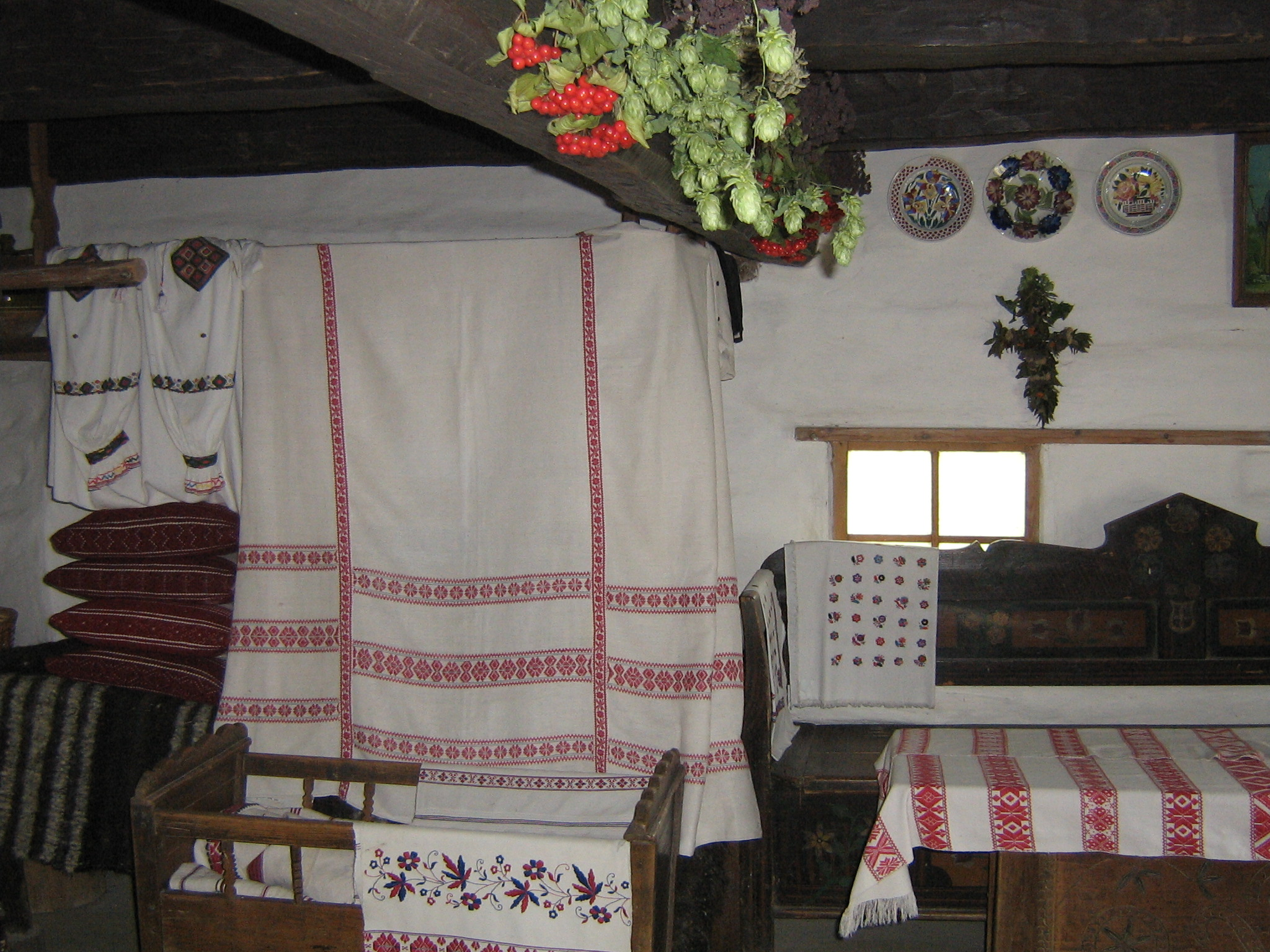
Святкове вбрання хати рушниками.
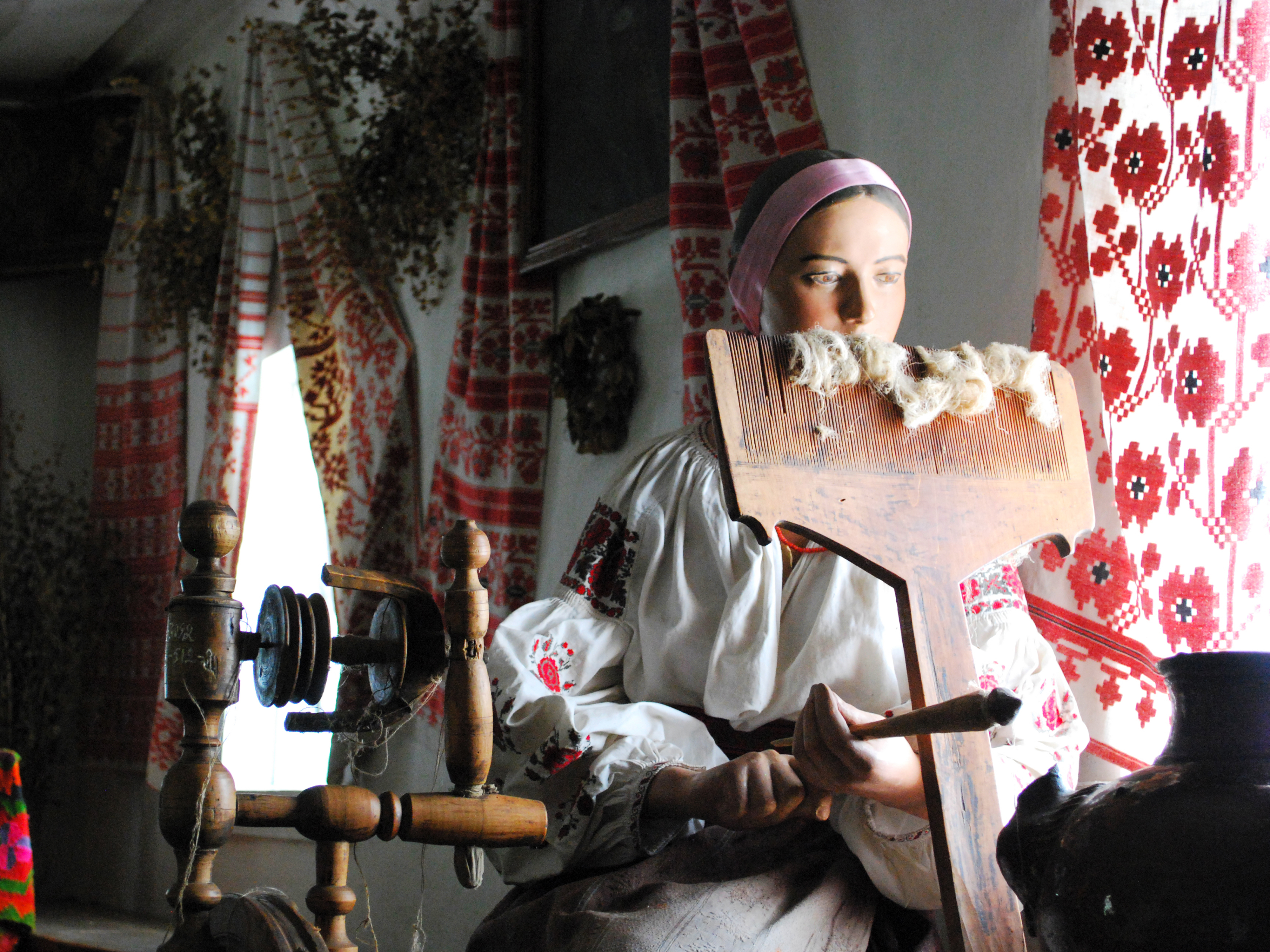
200пкс
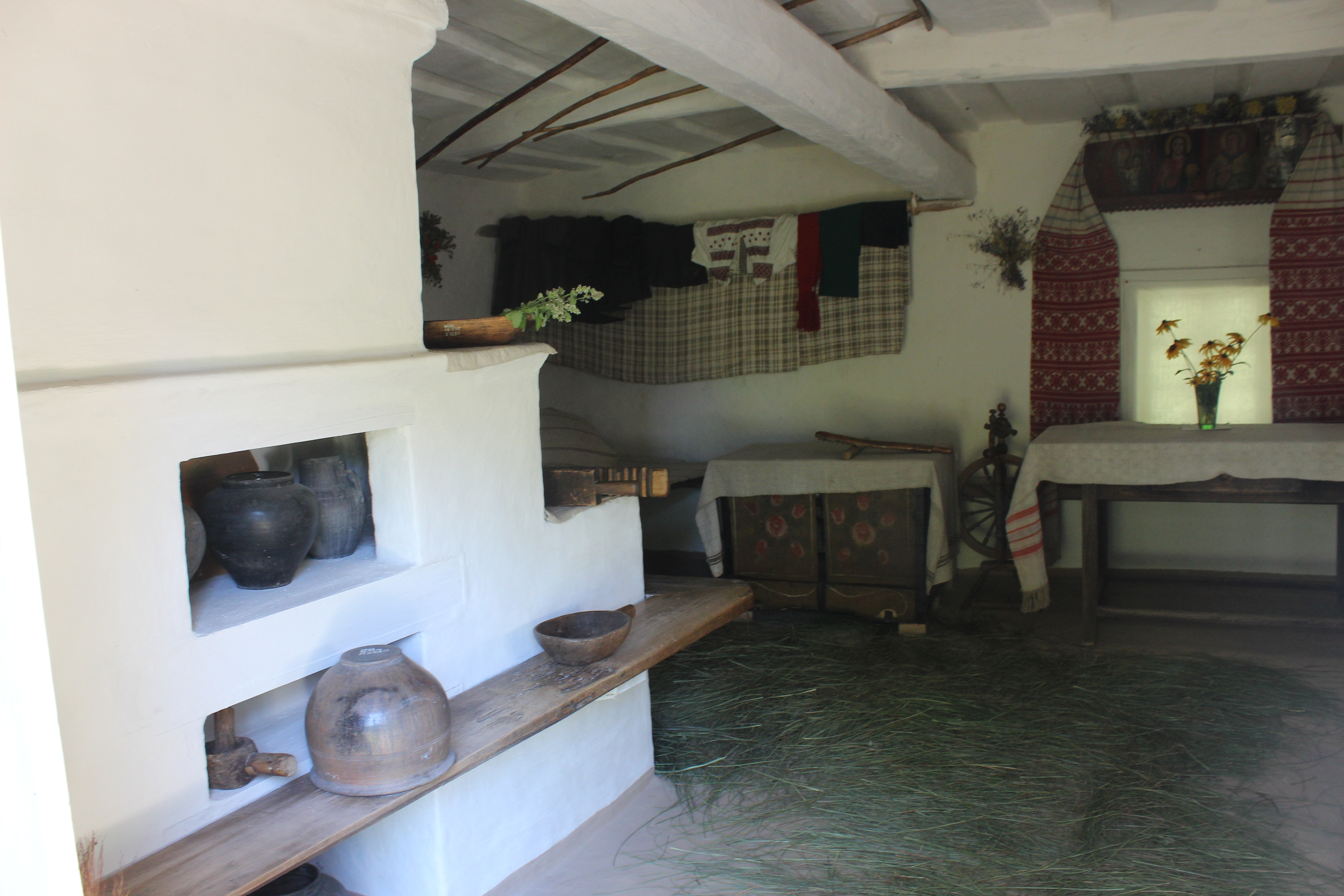
200пкс
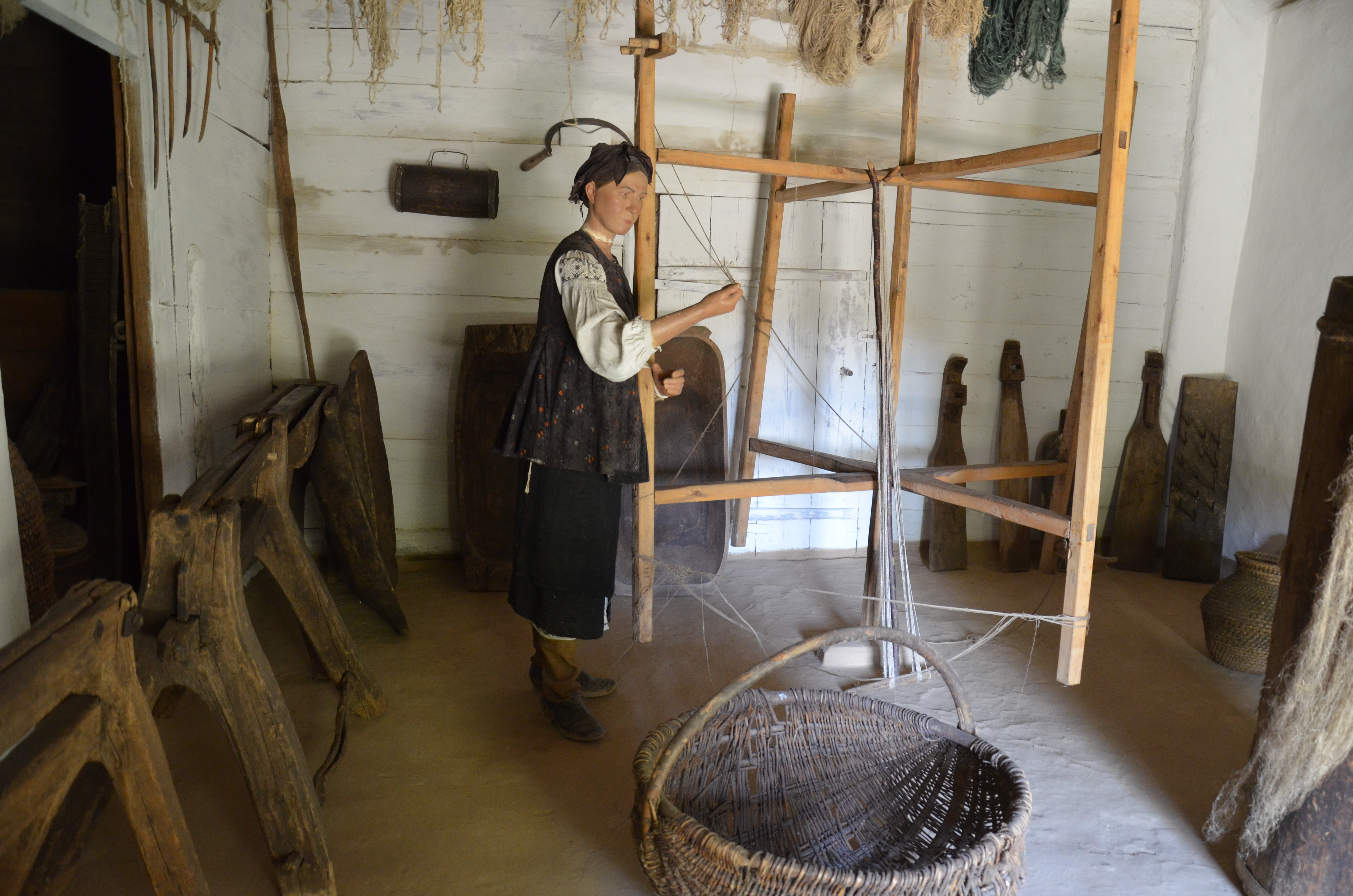
В хаті ткача
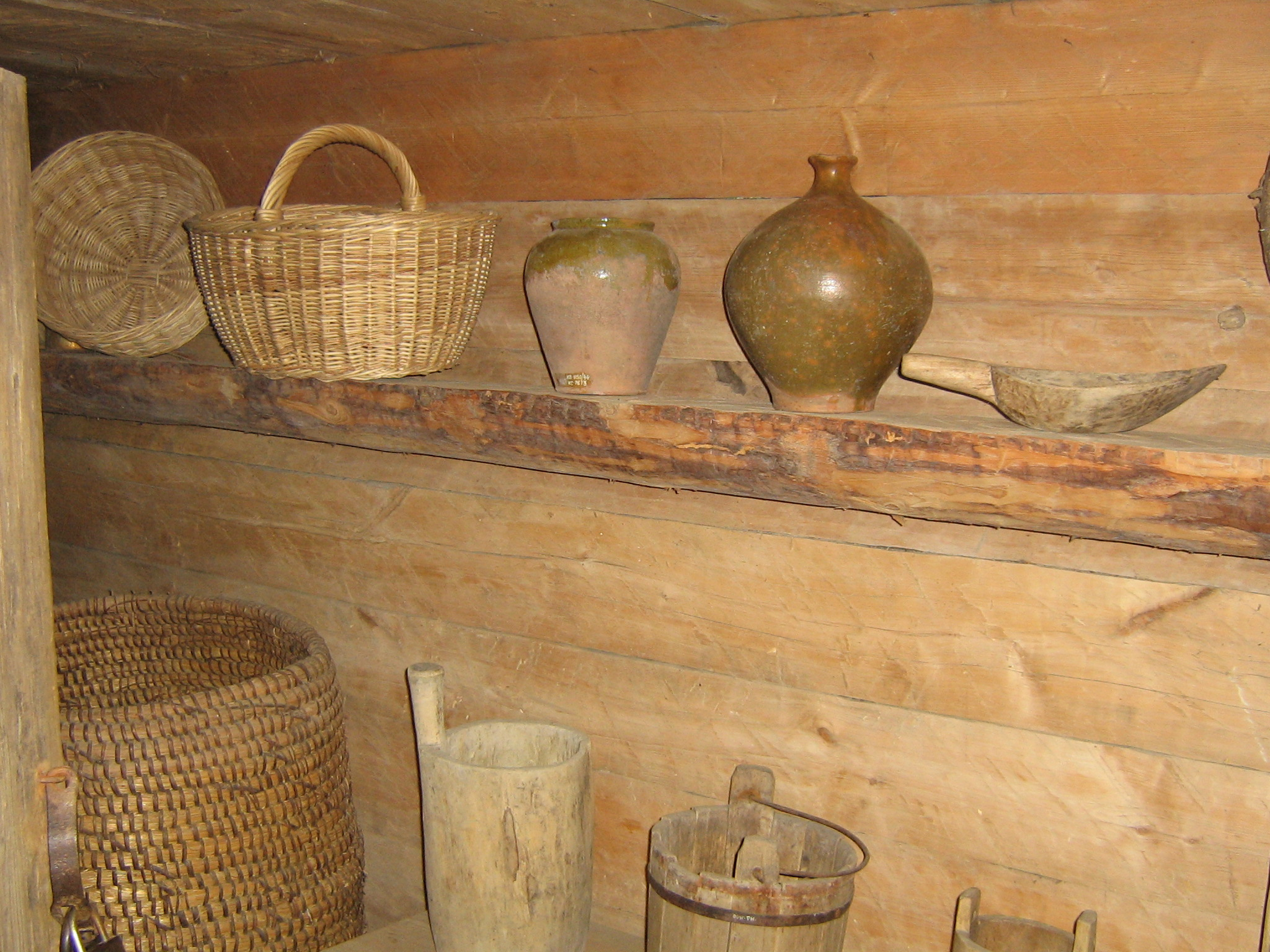
Різний крам на полиці.

### Трійця
Число «3» традиційно стало складовою частиною символічного змісту хати. За вертикаллю житло ділиться на три частини. Три яруси житлового простору відігравали важливу символічну роль у взаємозв'язку обжитого простору з Всесвітом.
- Верхній ярус житла — це зв'язок з небом, високою сферою світотворення. Сволок виконує роль охоронця оселі, лінії, на якій вона тримається та котру не сміють переступити злі духи.
- Елементи середнього ярусу — стіни, двері, вікна, простінки — це проміжок між ідеалізованою небесною сферою та підземним світом. Вікна і двері виступали в ролі канатів спілкування людини з навколишнім світом, наділялися магічними властивостями оберегів житла.
- Нижній ярус (долівка, підпіччя, призьба) — це поєднання з Матір'ю-Землею, нижнім світом творення. Межа світу наземного і підземного.

У житловій кімнаті зазвичай було 3 вікна, на чоловій стіні — 3 отвори (двері та 2 вікна). Саме житло найчастіше було тридільне: сіни — хата (постійне житло) — комора.
Вікно робилося на 3 шибки, а настінні розписи розміщувалися трьома горизонтальними смугами: середня визначалася висотою вікон, а дві інші — відстанню від вікон до даху та призьби. Традиційно українська хата мала троє вікон: покутнє, застольне та навпроти печі. У багатьох було ще маленьке віконце над полом — напільне. Вікна — «очі» хати, що освітлюють житло, «зв'язуючи замкнутий внутрішній простір з безмежжям зовнішнього світу».

### Вогнище
Дім вважався житлом лише з того часу, коли спалахував у печі вогонь. Піч — це вогонь, вогнище, звідси поширена метафора — родинне вогнище. Вогнище було символом непорушності сім'ї, його збірним пунктом і святинею. У печі жив цвіркун — дух предків. Під час сватання піч виконувала роль обрядового символу. Дівчина колупала піч, благаючи захисту від родинного оберегу, після похорону трималися за піч, щоб не боятися покійника. Українці вірили, що піч любить домовик, має в ній своє місце. У хаті не можна було лихословити. Народне прислів'я переконує: «Сказав би, та піч у хаті».

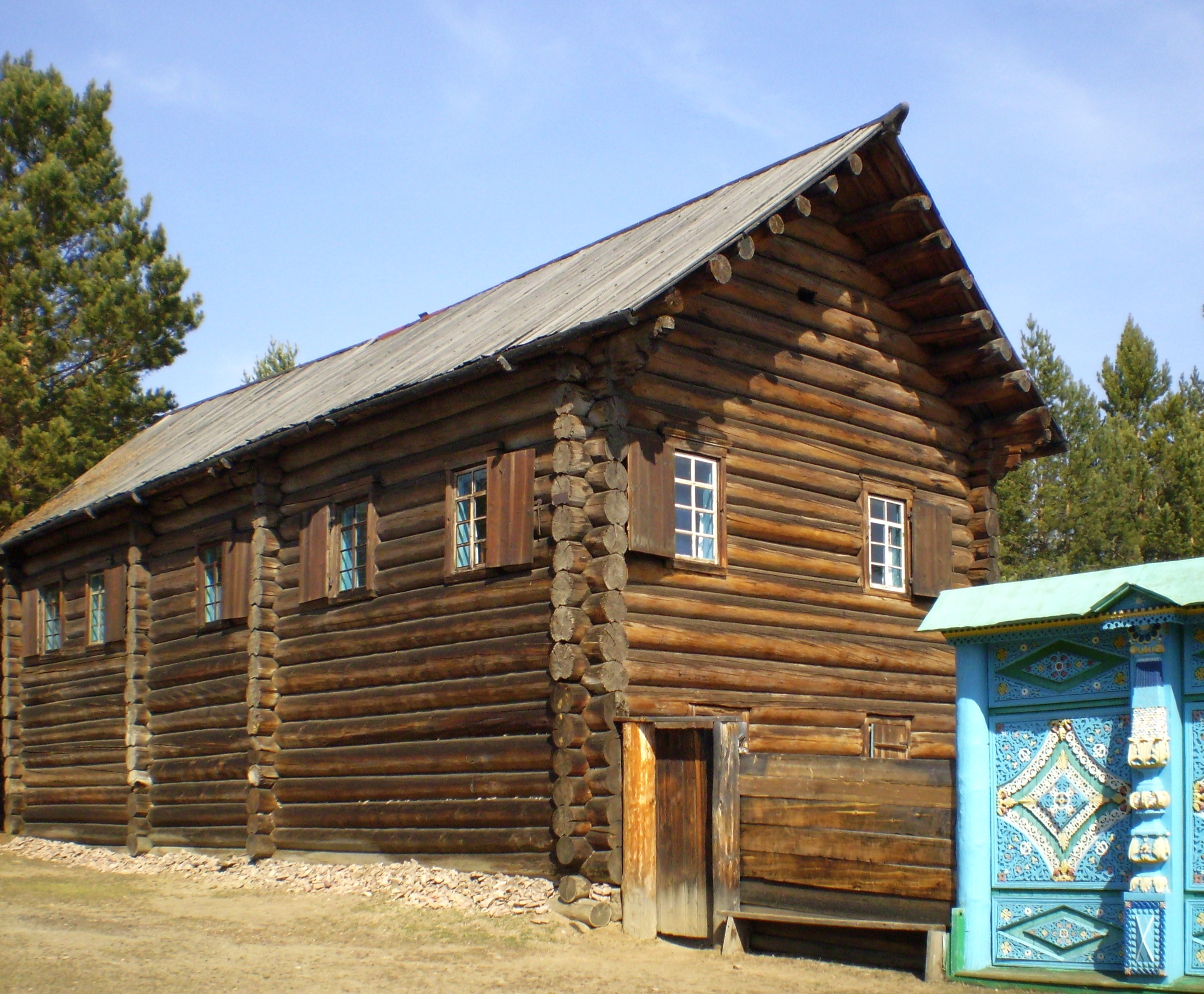
Російська шестистінна старообрядська рублена ізба. Етнографічний музей народів Забайкалля, Улан-Уде

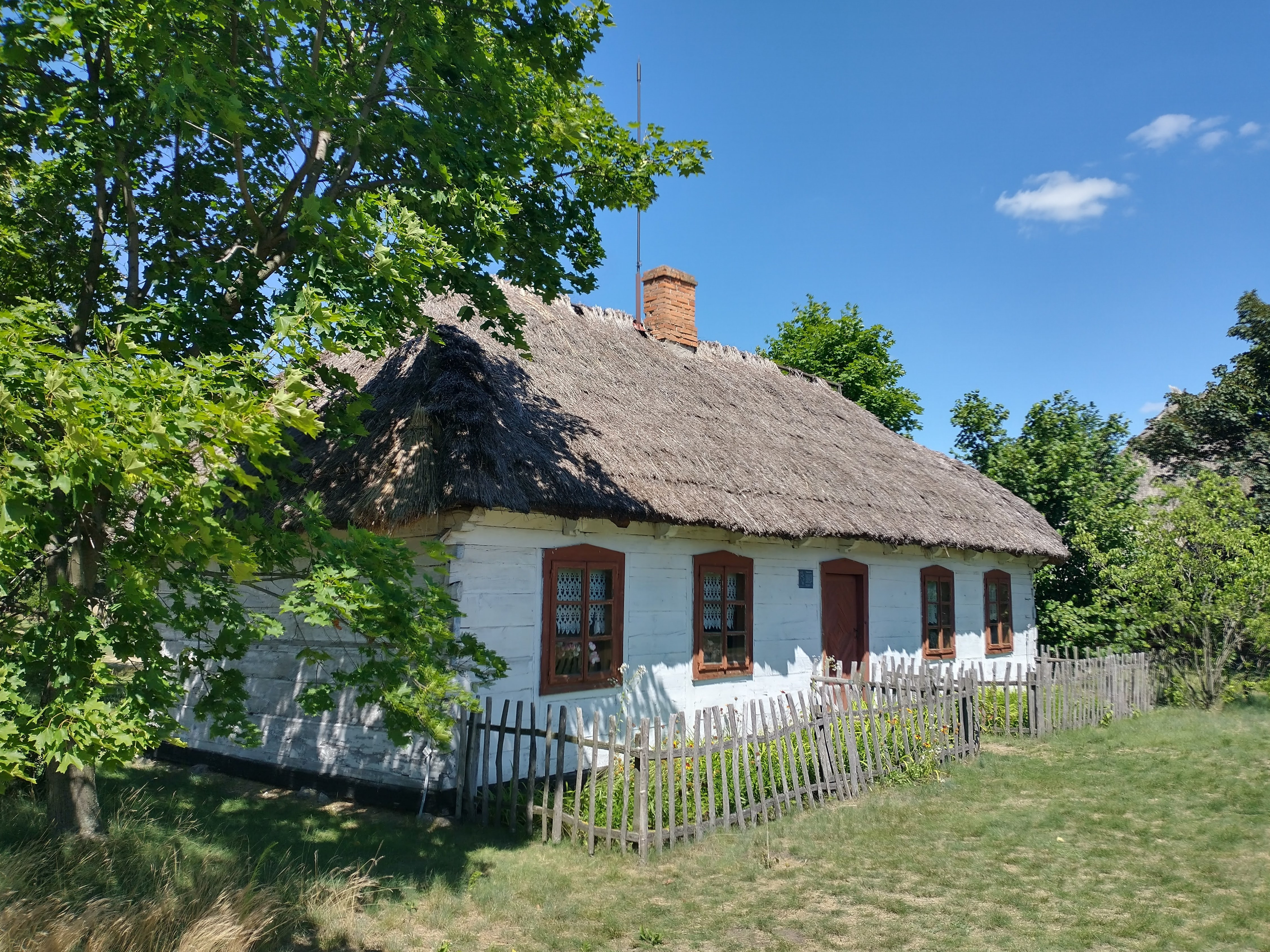
Польська хата з села Сковрода

## Хати інших народів

### Ізба— російська хата
Ізба — російська хата в сільській місцевості Росії. На більшості території Росії традиційним житлом була рублена хата (Ізба), на півдні були поширені каркасні мазані хати. Ізба (рос. Изба) — назва дерев'яного будинку в сільській місцевості Росії.

### Білоруська хата
У Білорусі отримали поширення рублені хати, звичайними були будови з сінями, з одною або двома кімнатами, іноді зроблені одним цілим з господарськими приміщеннями. Хати на підмурку поширені з XIX ст.
Хати найчастіше рубали з сосни або ялини. Крили хати соломою, очеретом, дранкою, ґонтом, рідше черепицею, з XX ст. — бляхою. До кінця XIX ст. поширеним типом підлоги була долівка, пізніше її змінила дощана на лагах. Як і російські північні хати, білоруські також могли прикрашатися різьбою, підзорами, лиштвами. Важливим елементом декору хати були тонкі дошки-шалівки: розташовуючи їх під різними кутами, створювали різноманітні візерунки (квадрати, ромби, трикутники).
Інтер'єр білоруської хати в багатьох деталях схожий з українським. У куті біля дверей стояла піч, челюстями до припічного вікна, поруч був бабин кут. По діагоналі від печі розташовувалася покуть, де стояв стіл і нерухомі лави при стінах. Вздовж глухої стіни від печі розташовувався піл. Біля дверей на стіні був мисник для посуду і начиння. Пізніше в білоруських хатах стали з'являтися меблі, пересувні перегородки, що розділяли простір на кухню, спальню, світлицю-вітальню. Знадвору почали прибудовувати ґанок і веранду.

### Польська хата
Будова польських хат була схожою з будовою українських. Часто вони складалися з трьох камер (вони називалися izby): сіней посередині і двох бокових — чорної і білої хат. Чорна хата (izba czarna) була головним приміщенням, у ній стояла піч. Виконувала роль кухні і часом спальні. Біла хата (izba biała) була приміщенням більш «представницьким». Поруч білої хати часто будували додаткове приміщення — комору. Ще одним приміщенням був алькеж, що служив спальнею.
З 1970-х років традиційні хати є рідкістю в Польщі, їх можна зустріти тільки на Кашубщині, Розточчі і в Бещадах.

## Прислів'я, мовні звороти
- Добривечір (вам) у хату — усталена форма вітання, яку вживають, заходячи до хати ввечері[5]
- Не держатися хати — часто не бувати вдома[5]
- Виносити сміття з хати — розголошувати що-небудь неприємне (сварки, неполадки тощо)
- Відбиватися від хати — переставати бувати вдома, серед членів сім'ї і втрачати зв'язок із ними
- Наговорити повну хату — дуже багато сказати, розповісти
- Хоч з хати тікай — нема сили терпіти щось; нестерпно

## Цікаві факти
- Про хату без сіней казали, що вона «без штанів»[21].
- «Дядьковою хатою» називали в'язницю[21].

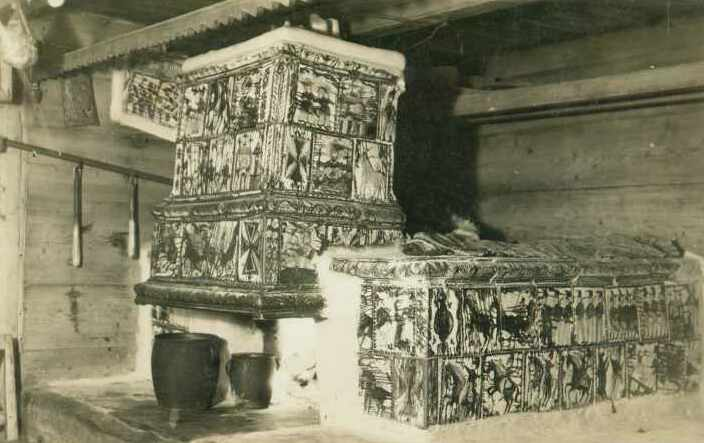
Гуцульська кахльова піч
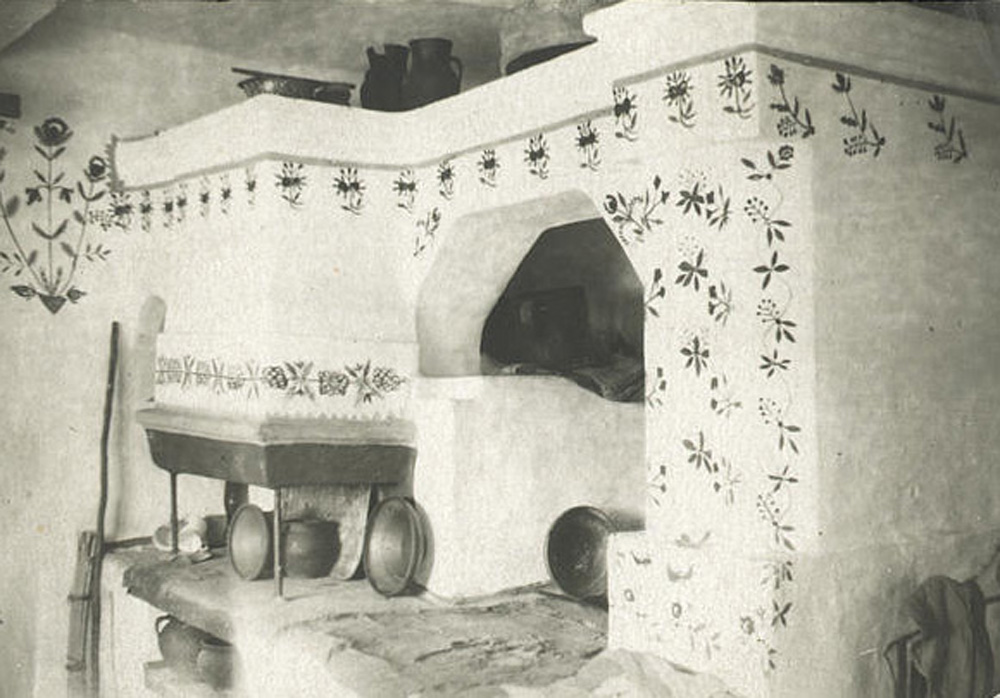
Подільська розмальована піч
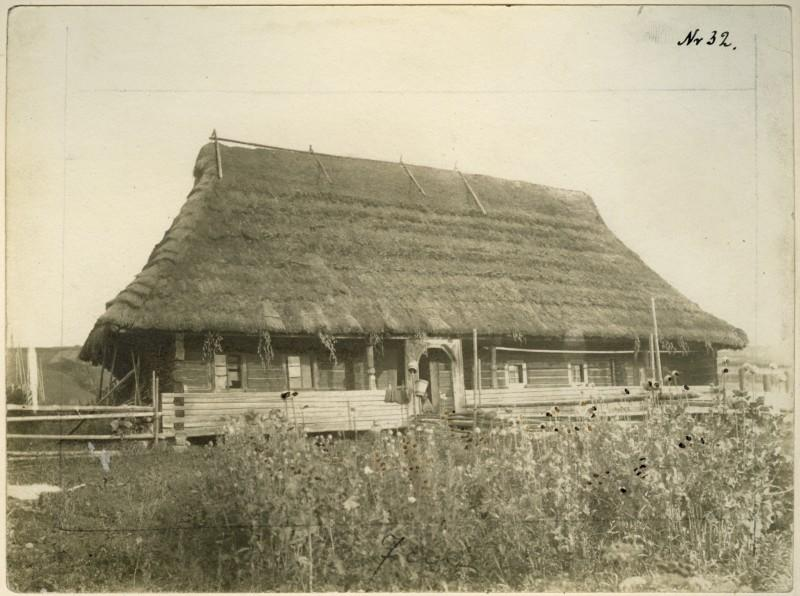
Бойківська хата в Тухольці
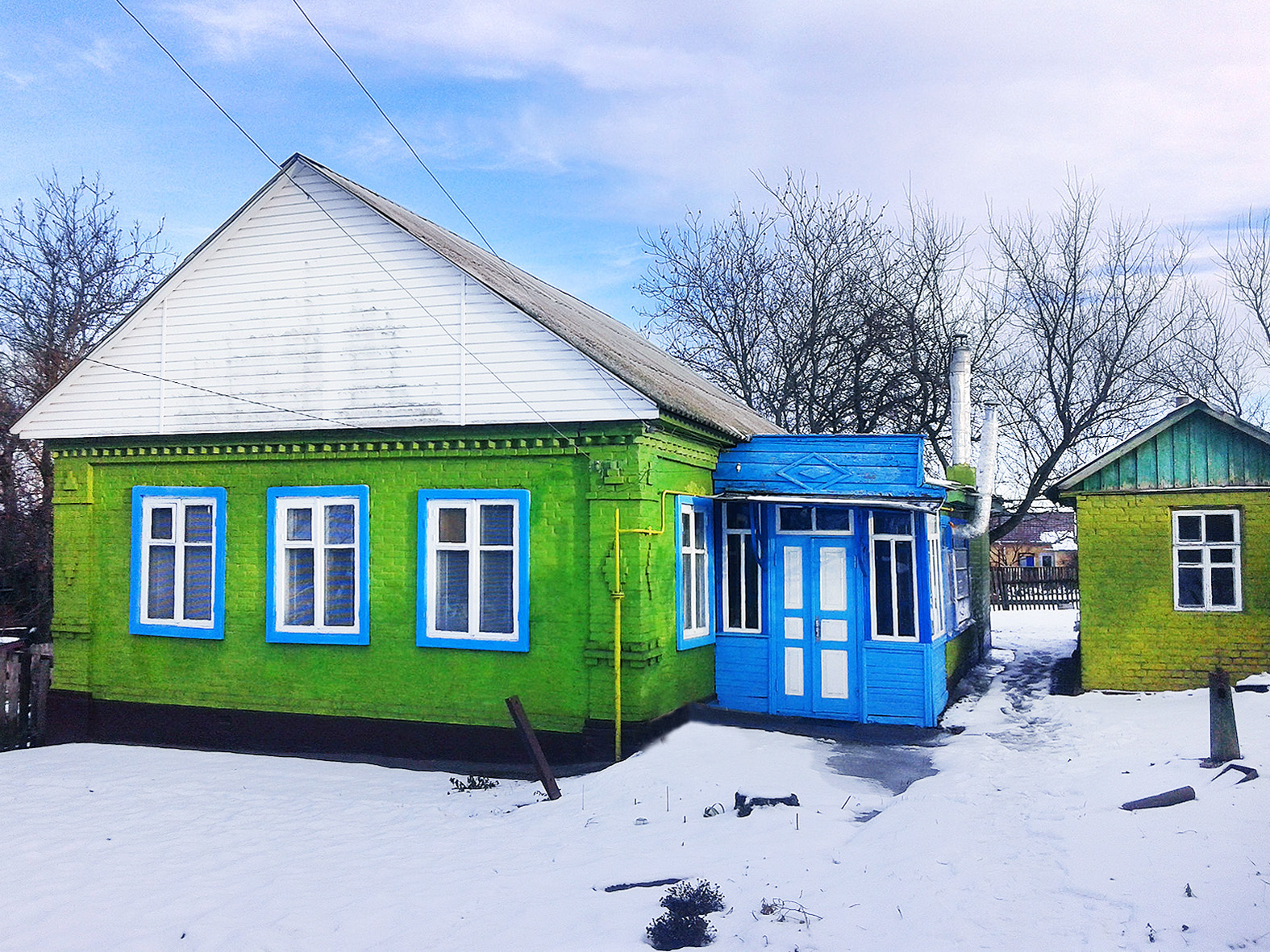
Тип цегляної хати, який склався на Полтавщині у 1960-70-х роках XX століття (Прилуки)
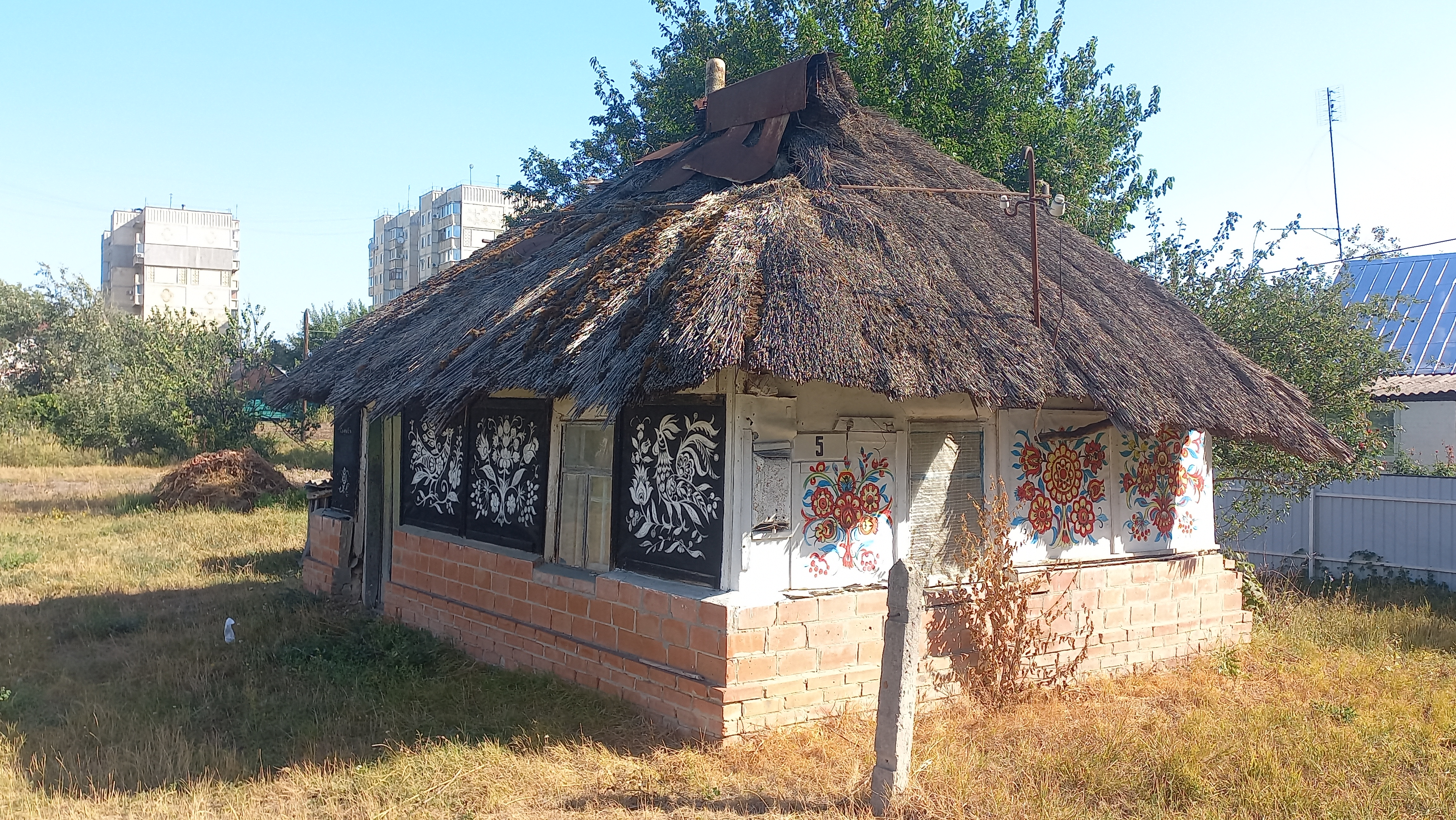
Українська хата з розписом авторства Є. І. Пілюгіна, Решетилівка, 2024